# Tōhoku-Hauptlinie
| Triebzug der Baureihe 701 bei Sendai |                    |                                       |                                 |
| Streckenlänge: | 535,3 km + 18,7 km |                                       |                                 |
| Spurweite: | 1067 mm (Kapspur)  |                                       |                                 |
| Stromsystem: | 20 kV 50 Hz ~      |                                       |                                 |
| Streckengeschwindigkeit: | 120 km/h           |                                       |                                 |
| Zweigleisigkeit: | ganze Strecke      |                                       |                                 |
| |                    |                                       |                                 |
| Gesellschaft: | JR East            |                                       |                                 |
| \| \| 0,0 \| Tōkyō (東京) \| Tōkyō (東京) \| \| \| \| siehe Utsunomiya-Linie \| \| \| \| 163,3 \| Kuroiso (黒磯) \| 1886– \| \| \| \| ↑ 1500 V DC / ↓ 20 kV AC, 50 Hz \| \| \| \| \| \| \| \| \| \| Naka-gawa \| \| \| \| \| \| \| \| \| \| \| \| \| \| 167,3 \| Takaku (高久) \| 1964– \| \| \| \| \| \| \| \| \| Yosasa-gawa \| \| \| \| \| \| \| \| \| 171,5 \| Kurodahara (黒田原) \| 1891– \| \| \| \| → Tōhoku-Shinkansen \| 1982– \| \| \| 174,9 \| Ausweiche Kurokawa \| –1920 \| \| \| 176,7 \| Toyohara (豊原) \| 1887– \| \| \| \| Kuro-kawa \| \| \| \| \| \| \| \| \| \| \| \| \| \| \| \| \| \| \| \| \| \| \| \| \| \| \| \| \| 182,0 \| Shirasaka (白坂) \| 1917– \| \| \| \| → Tōhoku-Shinkansen \| 1982– \| \| \| 185,4 \| Shin-Shirakawa (新白河) \| 1944– \| \| \| \| ← Hakuhō-Linie \| 1916–1944 \| \| \| 188,2 \| Shirakawa (白河) \| 1887– \| \| \| \| \| \| \| \| \| Abukuma-gawa \| \| \| \| 192,9 \| Kutano (久田野) \| 1919– \| \| \| \| \| \| \| \| 197,4 \| Izumizaki (泉崎) \| 1896– \| \| \| 203,4 \| Yabuki (矢吹) \| 1887– \| \| \| 208,8 \| Kagamiishi (鏡石) \| 1911– \| \| \| \| Shakado-gawa \| \| \| \| 215,1 \| Sukagawa (須賀川) \| 1887– \| \| \| \| ← Suigun-Linie \| 1929– \| \| \| \| ↔ Tōhoku-Shinkansen \| 1982– \| \| \| 221,8 \| Asaka-Nagamori (安積永盛) \| 1909– \| \| \| 223,4 \| Güterbahnhof Kōriyama \| Güterbahnhof Kōriyama \| \| \| \| Bahnbetriebswerk Kōriyama \| \| \| \| \| ← Tōhoku-Shinkansen \| 1982– \| \| \| \| \| \| \| \| 226,7 \| Kōriyama (郡山) \| 1887– \| \| \| \| Depot Kōriyama \| \| \| \| \| \| \| \| \| \| → Ban’etsu-Westlinie \| 1898– \| \| \| \| Ōse-gawa \| \| \| \| \| ← Ban’etsu-Ostlinie \| 1914– \| \| \| \| ← Miharu-Pferdebahn \| 1891–1914 \| \| \| \| \| \| \| \| \| \| \| \| \| 232,4 \| Hiwada (日和田) \| 1897– \| \| \| \| Ban’etsu-Autobahn \| \| \| \| \| Imo-kawa \| \| \| \| 236,9 \| Gohyakugawa (五百川) \| 1948– \| \| \| 240,7 \| Motomiya (本宮) \| 1887– \| \| \| \| \| \| \| \| \| Ōyama-Tunnel \| \| \| \| \| \| \| \| \| 246,6 \| Sugita (杉田) \| 1948– \| \| \| 250,3 \| Nihommatsu (二本松) \| 1887– \| \| \| 254,5 \| Adachi (安達) \| 1917– \| \| \| \| ↔ Tōhoku-Shinkansen \| 1982– \| \| \| 259,5 \| Matsukawa (松川) \| 1887– \| \| \| \| ← Kawamata-Linie \| 1926–1972 \| \| \| \| ← Kitashiba Electric Co. \| \| \| \| \| ↔ Tōhoku-Shinkansen \| \| \| \| 264,0 \| Kanayagawa (金谷川) \| 1909– \| \| \| \| \| \| \| \| \| \| \| \| \| \| (3 Tunnel) \| \| \| \| \| \| \| \| \| \| \| \| \| \| \| \| \| \| \| \| \| \| \| \| \| \| \| \| \| 269,4 \| Minami-Fukushima (南福島) \| 1962– \| \| \| \| Arakawa \| \| \| \| \| ← Iizaka-Ostlinie \| \| \| \| 272,8 \| Fukushima (福島) \| 1887– \| \| \| \| \| \| \| \| \| Soneda (曽根田) \| \| \| \| \| ← Tōhoku-Shinkansen \| 1982– \| \| \| \| → Ōu-Hauptlinie \| 1899– \| \| \| \| → Iizaka-Linie \| \| \| \| \| Matsu-kawa \| \| \| \| \| ← Abukuma-Express-Linie \| 1988– \| \| \| \| \| \| \| \| 278,8 \| Higashi-Fukushima (東福島) \| 1923– \| \| \| \| ↔ Tōhoku-Shinkansen \| 1982– \| \| \| \| Surikama-gawa \| \| \| \| \| \| \| \| \| 281,9 \| Date (伊達) \| 1895– \| \| \| \| \| \| \| \| \| ← Izaka-Ostlinie \| \| \| \| 285,9 \| Koori (桑折) \| 1887– \| \| \| \| \| \| \| \| 289,3 \| Fujita (藤田) \| 1900– \| \| \| 294,9 \| Kaida (貝田) \| 1952– \| \| \| \| Tōhoku-Autobahn \| \| \| \| 298,6 \| Kosugō (越河) \| 1891– \| \| \| 303,7 \| Ausweiche Nakame \| 1966– \| \| \| \| Tōhoku-Autobahn \| \| \| \| \| ↔ Tōhoku-Shinkansen \| 1982– \| \| \| 306,8 \| Shiroishi (白石) \| 1887– \| \| \| 311,0 \| Higashi-Shiroishi (東白石) \| 1961– \| \| \| 312,3 \| Ausweiche Tsudakari \| 1911– \| \| \| \| \| \| \| \| \| ↔ Tōhoku-Shinkansen \| 1982– \| \| \| 315,3 \| Kita-Shirakawa (北白川) \| 1911– \| \| \| \| → Sennan-Onsen-Kleinbahn \| 1911–1961 \| \| \| 320,1 \| Ōgawara (大河原) \| 1887– \| \| \| 323,1 \| Funaoka (船岡) \| 1929– \| \| \| \| ← Abukuma-Express-Linie \| 1968– \| \| \| \| Shiraishi-gawa \| \| \| \| \| ← Tsunoda-Kleinbahn \| 1899–1930 \| \| \| 327,7 \| Tsukinoki (槻木) \| 1891– \| \| \| \| ← Jōban-Linie \| 1897– \| \| \| \| ← Nippon Paper Industries \| \| \| \| 334,2 \| Iwanuma (岩沼) \| 1887– \| \| \| 337,9 \| Tatekoshi (館腰) \| 1985– \| \| \| \| ← Sendai-Flughafenlinie \| 2007– \| \| \| \| ← Zoutō-Kleinbahn \| 1927–1936 \| \| \| 341,4 \| Natori (名取) \| 1888– \| \| \| 344,1 \| Minami-Sendai (南仙台) \| 1924– \| \| \| \| \| \| \| \| \| → Tōhoku-Shinkansen \| 1982– \| \| \| \| Natori-gawa \| \| \| \| 346,3 \| Taishidō (太子堂) \| 2007– \| \| \| \| → Akiho-Bahn \| 1914–1961 \| \| \| 347,3 \| Nagamachi (長町) \| 1896– \| \| \| \| Hirose-gawa \| \| \| \| \| ← Miyagino-Güterlinie \| \| \| \| 348,8 \| Kōjintsuka (行人塚) \| –1944 \| \| \| 349,5 \| Sanbyakunin-machi \| Sanbyakunin-machi \| \| \| \| (三百人町) \| –1944 \| \| \| 351,8 \| Sendai (仙台) \| 1887– \| \| \| \| → Senseki-Linie \| 1925– \| \| \| \| \| \| \| \| \| \| \| \| \| \| \| \| \| \| \| Odawara-higashiyoro \| \| \| \| 353,2 \| (小田原東丁) \| –1944 \| \| \| \| → Senzan-Linie \| 1929– \| \| \| \| ← Miyagino-Güterlinie \| \| \| \| 355,8 \| Higashi-Sendai (東仙台) \| 1932– \| \| \| \| Nanakita-gawa \| \| \| \| 359,9 0,0* \| Iwakiri (岩切) \| 1888– \| \| \| \| → Rifu-Linie \| \| \| \| \| → Tōhoku-Shinkansen \| 1982– \| \| \| 2,5* \| Shin-Rifu (新利府) \| 1982– \| \| \| 362,2 \| Rikuzen-Sannō (陸前山王) \| 1933– \| \| \| \| Sanriku-Autobahn \| \| \| \| \| ← Rinkai-Hauptlinie \| 1971– \| \| \| 363,5 \| Kokufu-Tagajō (国府多賀城) \| 2001– \| \| \| \| ← Shiogama-Linie \| 1887–1997 \| \| \| 4,2* \| Rifu (利府) \| 1894– \| \| \| 365,2 \| Shiogama (塩釜) \| 1956– \| \| \| \| \| \| \| \| \| Shiogama-Tunnel \| \| \| \| \| \| \| \| \| 369,1 \| Kita-Shiogama (北塩釜) \| –1962 \| \| \| \| ← Senseki-Linie \| 1927– \| \| \| \| \| \| \| \| \| Rikuzen-Hamada (陸前浜田) \| \| \| \| \| \| \| \| \| 9,9* \| Ausweiche Akanuma \| –1962 \| \| \| \| \| \| \| \| \| \| \| \| \| \| \| \| \| \| \| \| \| \| \| \| \| \| \| \| \| \| \| \| \| \| \| \| \| \| \| Matsushima-Kaigan (松島海岸) \| \| \| \| \| \| \| \| \| \| ← Senseki-Tōhoku Line \| 2015– \| \| \| 375,2 \| Matsushima (松島) \| 1962– \| \| \| 15,8* \| Matsushima (松島) \| 1894–1962 \| \| \| \| ← Elektr. Bahn Matsushima \| 1922–1938 \| \| \| \| \| \| \| \| \| \| \| \| \| 377,2 \| Atago (愛宕) \| 1962– \| \| \| \| Sanriku-Autobahn \| \| \| \| \| \| \| \| \| 381,6 21,2* \| Shinainuma (品井沼) \| 1932– \| \| \| 386,6 \| Kashimadai (鹿島台) \| 1892– \| \| \| 391,5 \| Matsuyamamachi (松山町) \| 1908– \| \| \| \| → Matsuyama-Draisinenbahn \| 1922–1929 \| \| \| \| Naruse-gawa \| \| \| \| 395,0 \| Kogota (小牛田) \| 1890– \| \| \| \| ← Ishinomaki-Linie / → Rikuu-Ostlinie \| 1912/13– \| \| \| \| → Furukawa-Pferdebahn \| 1900–1913 \| \| \| 398,4 \| Ausweiche Yachinaka \| –1948 \| \| \| 401,1 \| Tajiri (田尻) \| 1908– \| \| \| \| ↔ Senboku-Bahn \| 1921–1968 \| \| \| 407,8 \| Semine (瀬峰) \| 1890– \| \| \| \| \| \| \| \| 411,5 \| Umegasawa (梅ケ沢) \| 1953– \| \| \| 416,2 \| Nitta (新田) \| 1894– \| \| \| 419,6 \| Ausweiche Hataoka \| –1950 \| \| \| \| → Kurihara-Den’en-Bahnlinie \| 1921–1942 \| \| \| 423,5 \| Ishikoshi (石越) \| 1890– \| \| \| \| → Kurihara-Den’en-Bahnlinie \| 1942–2007 \| \| \| 427,0 \| Yushima (油島) \| 1954– \| \| \| 431,2 \| Hanaizumi (花泉) \| 1890– \| \| \| 434,4 \| Shimizuhara (清水原) \| 1955– \| \| \| \| \| \| \| \| 437,8 \| Arikabe (有壁) \| 1924– \| \| \| \| → Tōhoku-Shinkansen \| 1982– \| \| \| \| Ōsawada-Tunnel \| \| \| \| \| \| \| \| \| \| \| \| \| \| \| ← Ōfunato-Linie \| 1925– \| \| \| 445,1 \| Ichinoseki (一ノ関) \| 1890– \| \| \| \| \| \| \| \| \| \| \| \| \| \| Iwai-gawa \| \| \| \| 448,0 \| Yamanome (山ノ目) \| 1928– \| \| \| 452,3 \| Hiraizumi (平泉) \| 1898– \| \| \| 456,3 \| Ausweiche Koromogawa \| 1945–1966 \| \| \| \| \| \| \| \| 459,9 \| Maesawa (前沢) \| 1890– \| \| \| 465,1 \| Rikuchū-Orii (陸中折居) \| 1928– \| \| \| 470,1 \| Mizusawa (水沢) \| 1890– \| \| \| \| ← Kimokō-Kleinbahn \| \| \| \| \| Isawa-gawa \| \| \| \| 477,7 \| Kanegasaki (金ケ崎) \| 1897– \| \| \| 481,1 \| Rokuhara (六原) \| 1937– \| \| \| 483,7 \| Ausweiche Hokujō \| Ausweiche Hokujō \| \| \| \| ← Tōhoku-Shinkansen \| 1982– \| \| \| \| Waga-gawa \| \| \| \| 487,5 \| Kitakami (北上) \| 1890– \| \| \| \| → Waga-Kleinbahn \| \| \| \| \| → Kitakami-Linie \| 1921– \| \| \| 492,2 \| Murasakino (村崎野) \| 1950– \| \| \| 496,9 \| Ausweiche Iide \| –1952 \| \| \| \| Toyosawa-gawa \| \| \| \| \| → Hanamaki Dentetsu \| \| \| \| \| ← Iwate-Kleinbahn \| 1913–1936 \| \| \| 500,0 \| Hanamaki (花巻) \| 1890– \| \| \| \| → Hanamaki Dentetsu \| \| \| \| \| ← Kamaishi-Linie \| 1943– \| \| \| 505,7 \| Hamamaki-Kūkō (花巻空港) \| 1932– \| \| \| 511,4 \| Ishidoriya (石鳥谷) \| 1893– \| \| \| 516,8 \| Hizume (日詰) \| 1890– \| \| \| \| ← Tōhoku-Shinkansen \| 1982– \| \| \| 518,6 \| Shiwa-Chūō (紫波中央) \| 1998– \| \| \| 521,5 \| Furudate (古館) \| 1949– \| \| \| 525,1 \| Yahaba (矢幅) \| 1898– \| \| \| 528,6 \| Güterbahnhof Morioka \| Güterbahnhof Morioka \| \| \| 529,6 \| Iwate-Iioka (岩手飯岡) \| 1950– \| \| \| \| \| \| \| \| \| \| \| \| \| 533,5 \| Sembokuchō (仙北町) \| 1915– \| \| \| \| Shizukuishi-gawa \| \| \| \| \| \| \| \| \| \| \| \| \| \| 535,3 \| Morioka (盛岡) \| 1890– \| \| \| \| ← Yamada-Linie \| 1923– \| \| \| \| → Tazawako-Linie (Akita-Shinkansen) \| 1921– \| \| \| \| ↓ Tōhoku-Shinkansen \| 2002– \| \| \| \| ↓ Iwate-Galaxy-Bahnlinie \| 1891– \| |                    |                                       |                                 |
| | 0,0                | Tōkyō (東京)                          | Tōkyō (東京)                    |
| |                    | siehe Utsunomiya-Linie                |                                 |
| Bahnhof · Strecke | 163,3              | Kuroiso (黒磯)                        | 1886–                           |
| Grenze · Strecke |                    | ↑ 1500 V DC / ↓ 20 kV AC, 50 Hz       | ↑ 1500 V DC / ↓ 20 kV AC, 50 Hz |
| Abzweig geradeaus und ehemals nach links · Kreuzung geradeaus oben (Querstrecke außer Betrieb) · Strecke von rechts (außer Betrieb) |                    |                                       |                                 |
| Brücke über Wasserlauf · Brücke über Wasserlauf · Brücke über Wasserlauf (Strecke außer Betrieb) |                    | Naka-gawa                             | Naka-gawa                       |
| Strecke · Tunnel · Strecke (außer Betrieb) |                    |                                       |                                 |
| Strecke von links (außer Betrieb) · Kreuzung (Querstrecke außer Betrieb) · Kreuzung (Querstrecke außer Betrieb) · Strecke nach rechts (außer Betrieb) |                    |                                       |                                 |
| Strecke (außer Betrieb) · Haltepunkt / Haltestelle · Strecke | 167,3              | Takaku (高久)                         | 1964–                           |
| Strecke |                    |                                       |                                 |
| Brücke über Wasserlauf · Brücke über Wasserlauf |                    | Yosasa-gawa                           | Yosasa-gawa                     |
| Strecke |                    |                                       |                                 |
| Haltepunkt / Haltestelle (Strecke außer Betrieb) · Haltepunkt / Haltestelle · Tunnelanfang | 171,5              | Kurodahara (黒田原)                   | 1891–                           |
| Strecke (außer Betrieb) · Strecke · Strecke nach halblinks (im Tunnel) |                    | → Tōhoku-Shinkansen                   | 1982–                           |
| Blockstelle (Strecke außer Betrieb) · Strecke | 174,9              | Ausweiche Kurokawa                    | –1920                           |
| Haltepunkt / Haltestelle (Strecke außer Betrieb) · Haltepunkt / Haltestelle | 176,7              | Toyohara (豊原)                       | 1887–                           |
| Brücke über Wasserlauf (Strecke außer Betrieb) · Brücke über Wasserlauf |                    | Kuro-kawa                             | Kuro-kawa                       |
| Strecke nach links (außer Betrieb) · Kreuzung (Querstrecke außer Betrieb) · Strecke quer (außer Betrieb) · Strecke von rechts (außer Betrieb) |                    |                                       |                                 |
| Strecke (außer Betrieb) |                    |                                       |                                 |
| Strecke von links (außer Betrieb) · Kreuzung (Querstrecke außer Betrieb) · Kreuzung (Querstrecke außer Betrieb) · Strecke nach rechts (außer Betrieb) |                    |                                       |                                 |
| Strecke (außer Betrieb) · Strecke geradeaus · Tunnel |                    |                                       |                                 |
| |                    |                                       |                                 |
| Haltepunkt / Haltestelle | 182,0              | Shirasaka (白坂)                      | 1917–                           |
| Strecke von halblinks |                    | → Tōhoku-Shinkansen                   | 1982–                           |
| Strecke (außer Betrieb) | 185,4              | Shin-Shirakawa (新白河)               | 1944–                           |
| Kreuzung (Strecken außer Betrieb) · Abzweig geradeaus und ehemals von rechts · Strecke nach halblinks |                    | ← Hakuhō-Linie                        | 1916–1944                       |
| Haltepunkt / Haltestelle (Strecke außer Betrieb) · Haltepunkt / Haltestelle | 188,2              | Shirakawa (白河)                      | 1887–                           |
| |                    |                                       |                                 |
| Brücke über Wasserlauf |                    | Abukuma-gawa                          | Abukuma-gawa                    |
| Haltepunkt / Haltestelle | 192,9              | Kutano (久田野)                       | 1919–                           |
| Tunnel |                    |                                       |                                 |
| Haltepunkt / Haltestelle | 197,4              | Izumizaki (泉崎)                      | 1896–                           |
| Bahnhof | 203,4              | Yabuki (矢吹)                         | 1887–                           |
| Haltepunkt / Haltestelle | 208,8              | Kagamiishi (鏡石)                     | 1911–                           |
| Brücke über Wasserlauf |                    | Shakado-gawa                          | Shakado-gawa                    |
| Haltepunkt / Haltestelle | 215,1              | Sukagawa (須賀川)                     | 1887–                           |
| Abzweig geradeaus und von rechts |                    | ← Suigun-Linie                        | 1929–                           |
| Strecke nach halbrechts und von links · Kreuzung geradeaus oben · Strecke nach rechts und von halblinks |                    | ↔ Tōhoku-Shinkansen                   | 1982–                           |
| Bahnhof | 221,8              | Asaka-Nagamori (安積永盛)             | 1909–                           |
| Dienststation / Betriebs- oder Güterbahnhof | 223,4              | Güterbahnhof Kōriyama                 | Güterbahnhof Kōriyama           |
| Betriebsstelle Streckenanfang · Strecke |                    | Bahnbetriebswerk Kōriyama             | Bahnbetriebswerk Kōriyama       |
| Kreuzung geradeaus unten · Kreuzung geradeaus unten · Strecke von rechts |                    | ← Tōhoku-Shinkansen                   | 1982–                           |
| Strecke |                    |                                       |                                 |
| Strecke · U-Bahn-Kopfbahnhof Streckenanfang (Strecke außer Betrieb) | 226,7              | Kōriyama (郡山)                       | 1887–                           |
| Blockstelle · Strecke · Strecke · U-Bahn-Strecke (außer Betrieb) |                    | Depot Kōriyama                        | Depot Kōriyama                  |
| Strecke · U-Bahn-Strecke (außer Betrieb) |                    |                                       |                                 |
| Abzweig geradeaus und nach links · Kreuzung geradeaus oben · U-Bahn-Strecke (außer Betrieb) |                    | → Ban’etsu-Westlinie                  | 1898–                           |
| Brücke über Wasserlauf · Brücke über Wasserlauf · U-Bahn-Strecke (außer Betrieb) |                    | Ōse-gawa                              | Ōse-gawa                        |
| Abzweig geradeaus und nach rechts · Strecke · U-Bahn-Strecke (außer Betrieb) |                    | ← Ban’etsu-Ostlinie                   | 1914–                           |
| U-Bahn-Strecke quer (außer Betrieb) · Kreuzung mit U-Bahn (Querstrecke außer Betrieb) · Kreuzung mit U-Bahn geradeaus oben (Querstrecke außer Betrieb) · U-Bahn-Strecke nach rechts (außer Betrieb) |                    | ← Miharu-Pferdebahn                   | 1891–1914                       |
| Kreuzung geradeaus unten · Strecke nach rechts |                    |                                       |                                 |
| Verschwenkung nach links |                    |                                       |                                 |
| Haltepunkt / Haltestelle | 232,4              | Hiwada (日和田)                       | 1897–                           |
| |                    | Ban’etsu-Autobahn                     |                                 |
| Brücke über Wasserlauf |                    | Imo-kawa                              | Imo-kawa                        |
| Haltepunkt / Haltestelle | 236,9              | Gohyakugawa (五百川)                  | 1948–                           |
| Haltepunkt / Haltestelle | 240,7              | Motomiya (本宮)                       | 1887–                           |
| Verschwenkung von links · Verschwenkung von rechts |                    |                                       |                                 |
| Tunnel · Strecke |                    | Ōyama-Tunnel                          | Ōyama-Tunnel                    |
| Verschwenkung nach links · Verschwenkung nach rechts |                    |                                       |                                 |
| Haltepunkt / Haltestelle | 246,6              | Sugita (杉田)                         | 1948–                           |
| Haltepunkt / Haltestelle | 250,3              | Nihommatsu (二本松)                   | 1887–                           |
| Haltepunkt / Haltestelle | 254,5              | Adachi (安達)                         | 1917–                           |
| Kreuzung mit Tunnelstrecke |                    | ↔ Tōhoku-Shinkansen                   | 1982–                           |
| Bahnhof | 259,5              | Matsukawa (松川)                      | 1887–                           |
| Abzweig geradeaus und ehemals nach rechts |                    | ← Kawamata-Linie                      | 1926–1972                       |
| Abzweig geradeaus und ehemals nach rechts |                    | ← Kitashiba Electric Co.              | ← Kitashiba Electric Co.        |
| Kreuzung mit Tunnelstrecke |                    | ↔ Tōhoku-Shinkansen                   | ↔ Tōhoku-Shinkansen             |
| Haltepunkt / Haltestelle | 264,0              | Kanayagawa (金谷川)                   | 1909–                           |
| Tunnel |                    |                                       |                                 |
| Verschwenkung von links · Verschwenkung von rechts |                    |                                       |                                 |
| Tunnel · Strecke |                    | (3 Tunnel)                            | (3 Tunnel)                      |
| Tunnelanfang · Strecke |                    |                                       |                                 |
| Kreuzung mit Tunnelstrecke (im Tunnel) · Kreuzung geradeaus unten · Strecke von rechts |                    |                                       |                                 |
| Tunnelende · Strecke · Strecke |                    |                                       |                                 |
| Tunnel · Strecke · Strecke |                    |                                       |                                 |
| Strecke |                    |                                       |                                 |
| Haltepunkt / Haltestelle · Strecke | 269,4              | Minami-Fukushima (南福島)             | 1962–                           |
| Brücke über Wasserlauf · Brücke über Wasserlauf |                    | Arakawa                               | Arakawa                         |
| U-Bahn-Kopfbahnhof Streckenende und quer (Strecke außer Betrieb) · Strecke · Strecke |                    | ← Iizaka-Ostlinie                     | ← Iizaka-Ostlinie               |
| | 272,8              | Fukushima (福島)                      | 1887–                           |
| Strecke |                    |                                       |                                 |
| Haltepunkt / Haltestelle · Strecke · Strecke · Strecke |                    | Soneda (曽根田)                       | Soneda (曽根田)                 |
| Kreuzung geradeaus oben · Kreuzung geradeaus oben · Kreuzung geradeaus oben · Abzweig geradeaus und nach rechts |                    | ← Tōhoku-Shinkansen                   | 1982–                           |
| Strecke · Strecke nach links · Abzweig quer und nach links |                    | → Ōu-Hauptlinie                       | 1899–                           |
| Strecke nach links · Kreuzung geradeaus unten |                    | → Iizaka-Linie                        | → Iizaka-Linie                  |
| Brücke über Wasserlauf |                    | Matsu-kawa                            | Matsu-kawa                      |
| Abzweig geradeaus und nach rechts |                    | ← Abukuma-Express-Linie               | 1988–                           |
| Verschwenkung nach links |                    |                                       |                                 |
| Haltepunkt / Haltestelle | 278,8              | Higashi-Fukushima (東福島)            | 1923–                           |
| Strecke nach links und von halbrechts · Kreuzung geradeaus unten · Strecke von rechts |                    | ↔ Tōhoku-Shinkansen                   | 1982–                           |
| Brücke über Wasserlauf · Brücke über Wasserlauf |                    | Surikama-gawa                         | Surikama-gawa                   |
| Strecke von links · Kreuzung geradeaus unten · Strecke nach rechts |                    |                                       |                                 |
| Strecke · Haltepunkt / Haltestelle | 281,9              | Date (伊達)                           | 1895–                           |
| Strecke nach links · Kreuzung geradeaus unten · Strecke von rechts |                    |                                       |                                 |
| U-Bahn-Strecke von rechts (außer Betrieb) · Strecke · Strecke |                    | ← Izaka-Ostlinie                      | ← Izaka-Ostlinie                |
| U-Bahn-Kopfbahnhof Streckenende (Strecke außer Betrieb) · Haltepunkt / Haltestelle · Strecke | 285,9              | Koori (桑折)                          | 1887–                           |
| Strecke · Strecke nach halblinks |                    |                                       |                                 |
| Bahnhof | 289,3              | Fujita (藤田)                         | 1900–                           |
| Haltepunkt / Haltestelle | 294,9              | Kaida (貝田)                          | 1952–                           |
| |                    | Tōhoku-Autobahn                       |                                 |
| Bahnhof | 298,6              | Kosugō (越河)                         | 1891–                           |
| ehemalige Blockstelle | 303,7              | Ausweiche Nakame                      | 1966–                           |
| |                    | Tōhoku-Autobahn                       |                                 |
| Strecke nach halbrechts und von links · Kreuzung geradeaus oben · Strecke nach rechts und von halblinks |                    | ↔ Tōhoku-Shinkansen                   | 1982–                           |
| Bahnhof | 306,8              | Shiroishi (白石)                      | 1887–                           |
| Haltepunkt / Haltestelle | 311,0              | Higashi-Shiroishi (東白石)            | 1961–                           |
| ehemalige Blockstelle | 312,3              | Ausweiche Tsudakari                   | 1911–                           |
| Tunnel |                    |                                       |                                 |
| Strecke nach links und von halbrechts · Kreuzung geradeaus oben · Strecke nach halblinks und von rechts |                    | ↔ Tōhoku-Shinkansen                   | 1982–                           |
| Haltepunkt / Haltestelle | 315,3              | Kita-Shirakawa (北白川)               | 1911–                           |
| Strecke |                    | → Sennan-Onsen-Kleinbahn              | 1911–1961                       |
| Bahnhof · Kopfbahnhof Streckenanfang und quer (Strecke außer Betrieb) | 320,1              | Ōgawara (大河原)                      | 1887–                           |
| Haltepunkt / Haltestelle | 323,1              | Funaoka (船岡)                        | 1929–                           |
| Abzweig geradeaus und von rechts |                    | ← Abukuma-Express-Linie               | 1968–                           |
| Brücke über Wasserlauf |                    | Shiraishi-gawa                        | Shiraishi-gawa                  |
| Strecke von rechts (außer Betrieb) · Strecke |                    | ← Tsunoda-Kleinbahn                   | 1899–1930                       |
| Kopfbahnhof Streckenende (Strecke außer Betrieb) · Bahnhof | 327,7              | Tsukinoki (槻木)                      | 1891–                           |
| Abzweig geradeaus und von rechts |                    | ← Jōban-Linie                         | 1897–                           |
| Abzweig geradeaus und ehemals von rechts |                    | ← Nippon Paper Industries             | ← Nippon Paper Industries       |
| Bahnhof | 334,2              | Iwanuma (岩沼)                        | 1887–                           |
| Haltepunkt / Haltestelle | 337,9              | Tatekoshi (館腰)                      | 1985–                           |
| Abzweig geradeaus und von rechts |                    | ← Sendai-Flughafenlinie               | 2007–                           |
| Strecke |                    | ← Zoutō-Kleinbahn                     | 1927–1936                       |
| Kopfbahnhof Streckenende und quer (Strecke außer Betrieb) · Bahnhof | 341,4              | Natori (名取)                         | 1888–                           |
| Bahnhof | 344,1              | Minami-Sendai (南仙台)                | 1924–                           |
| Verschwenkung von links |                    |                                       |                                 |
| Strecke · Strecke von halblinks |                    | → Tōhoku-Shinkansen                   | 1982–                           |
| Brücke über Wasserlauf · Brücke über Wasserlauf |                    | Natori-gawa                           | Natori-gawa                     |
| Haltepunkt / Haltestelle · Strecke | 346,3              | Taishidō (太子堂)                     | 2007–                           |
| Strecke · Strecke · Strecke von links (außer Betrieb) |                    | → Akiho-Bahn                          | 1914–1961                       |
| Haltepunkt / Haltestelle · Strecke · Kopfbahnhof Streckenende (Strecke außer Betrieb) | 347,3              | Nagamachi (長町)                      | 1896–                           |
| Brücke über Wasserlauf · Brücke über Wasserlauf |                    | Hirose-gawa                           | Hirose-gawa                     |
| Abzweig geradeaus und nach rechts · Strecke |                    | ← Miyagino-Güterlinie                 | ← Miyagino-Güterlinie           |
| ehemaliger Haltepunkt / Haltestelle · Strecke | 348,8              | Kōjintsuka (行人塚)                   | –1944                           |
| ehemaliger Haltepunkt / Haltestelle · Strecke | 349,5              | Sanbyakunin-machi                     | Sanbyakunin-machi               |
| Strecke |                    | (三百人町)                            | –1944                           |
| Strecke (außer Betrieb) | 351,8              | Sendai (仙台)                         | 1887–                           |
| Kreuzung mit Tunnelstrecke (Strecke geradeaus außer Betrieb) · Kreuzung mit Tunnelstrecke · Kreuzung mit Tunnelstrecke · Strecke quer (im Tunnel) |                    | → Senseki-Linie                       | 1925–                           |
| Abzweig quer und nach rechts (Strecke außer Betrieb) · Kreuzung mit Tunnelstrecke (Querstrecke außer Betrieb) · Kreuzung mit Tunnelstrecke (Querstrecke außer Betrieb) · Kopfbahnhof Streckenende und quer (Strecke außer Betrieb) |                    |                                       |                                 |
| Strecke nach halblinks · Strecke nach halbrechts |                    |                                       |                                 |
| Strecke von halblinks · Strecke von halbrechts |                    |                                       |                                 |
| Strecke von links · Kreuzung geradeaus oben · Abzweig geradeaus und nach rechts |                    | Odawara-higashiyoro                   | Odawara-higashiyoro             |
| Strecke · Strecke · ehemaliger Haltepunkt / Haltestelle | 353,2              | (小田原東丁)                          | –1944                           |
| Strecke nach links · Kreuzung geradeaus oben · Kreuzung geradeaus unten |                    | → Senzan-Linie                        | 1929–                           |
| Kreuzung geradeaus oben · Abzweig geradeaus und von rechts |                    | ← Miyagino-Güterlinie                 | ← Miyagino-Güterlinie           |
| Strecke · Haltepunkt / Haltestelle | 355,8              | Higashi-Sendai (東仙台)               | 1932–                           |
| Brücke über Wasserlauf · Brücke über Wasserlauf |                    | Nanakita-gawa                         | Nanakita-gawa                   |
| Strecke · Bahnhof | 359,9 0,0*         | Iwakiri (岩切)                        | 1888–                           |
| Strecke |                    | → Rifu-Linie                          | → Rifu-Linie                    |
| Strecke nach links · Kreuzung geradeaus unten · Kreuzung geradeaus unten |                    | → Tōhoku-Shinkansen                   | 1982–                           |
| Haltepunkt / Haltestelle | 2,5*               | Shin-Rifu (新利府)                    | 1982–                           |
| Bahnhof · Strecke | 362,2              | Rikuzen-Sannō (陸前山王)              | 1933–                           |
| Strecke |                    | Sanriku-Autobahn                      | Sanriku-Autobahn                |
| Abzweig geradeaus und nach rechts · Strecke |                    | ← Rinkai-Hauptlinie                   | 1971–                           |
| Haltepunkt / Haltestelle · Strecke | 363,5              | Kokufu-Tagajō (国府多賀城)            | 2001–                           |
| Abzweig geradeaus und ehemals nach rechts · Strecke |                    | ← Shiogama-Linie                      | 1887–1997                       |
| Strecke · Kopfbahnhof Strecke ab hier außer Betrieb | 4,2*               | Rifu (利府)                           | 1894–                           |
| Haltepunkt / Haltestelle · Strecke (außer Betrieb) | 365,2              | Shiogama (塩釜)                       | 1956–                           |
| Tunnel · Strecke (außer Betrieb) |                    |                                       |                                 |
| Tunnel · Strecke (außer Betrieb) |                    | Shiogama-Tunnel                       | Shiogama-Tunnel                 |
| Tunnel · Strecke (außer Betrieb) |                    |                                       |                                 |
| ehemaliger Haltepunkt / Haltestelle · Strecke (außer Betrieb) | 369,1              | Kita-Shiogama (北塩釜)                | –1962                           |
| Strecke von halbrechts · Tunnel · Strecke (außer Betrieb) |                    | ← Senseki-Linie                       | 1927–                           |
| Strecke · Tunnel · Strecke (außer Betrieb) |                    |                                       |                                 |
| Haltepunkt / Haltestelle · Strecke · Strecke (außer Betrieb) |                    | Rikuzen-Hamada (陸前浜田)             | Rikuzen-Hamada (陸前浜田)       |
| Strecke nach halblinks · Strecke nach halbrechts · Strecke (außer Betrieb) |                    |                                       |                                 |
| Strecke von halblinks · Strecke von halbrechts · Blockstelle (Strecke außer Betrieb) | 9,9*               | Ausweiche Akanuma                     | –1962                           |
| Tunnel · Strecke · Strecke (außer Betrieb) |                    |                                       |                                 |
| Tunnelanfang · Strecke · Strecke (außer Betrieb) |                    |                                       |                                 |
| Strecke nach halblinks (im Tunnel) · Strecke nach halbrechts · Strecke (außer Betrieb) |                    |                                       |                                 |
| Strecke von halblinks · Strecke von halbrechts (im Tunnel) · Strecke (außer Betrieb) |                    |                                       |                                 |
| Tunnel · Tunnelende · Strecke (außer Betrieb) |                    |                                       |                                 |
| Tunnel · Tunnel · Strecke (außer Betrieb) |                    |                                       |                                 |
| Tunnel · Strecke · Strecke (außer Betrieb) |                    |                                       |                                 |
| Haltepunkt / Haltestelle · Strecke · Strecke (außer Betrieb) |                    | Matsushima-Kaigan (松島海岸)          | Matsushima-Kaigan (松島海岸)    |
| Tunnel · Tunnel · Strecke (außer Betrieb) |                    |                                       |                                 |
| Abzweig quer und nach rechts · Abzweig geradeaus und nach rechts · Strecke (außer Betrieb) |                    | ← Senseki-Tōhoku Line                 | 2015–                           |
| Haltepunkt / Haltestelle · Strecke (außer Betrieb) | 375,2              | Matsushima (松島)                     | 1962–                           |
| Strecke · Kopfbahnhof Streckenanfang (Strecke außer Betrieb) · Bahnhof (Strecke außer Betrieb) | 15,8*              | Matsushima (松島)                     | 1894–1962                       |
| Kreuzung (Querstrecke außer Betrieb) · Strecke nach rechts (außer Betrieb) · Strecke (außer Betrieb) |                    | ← Elektr. Bahn Matsushima             | 1922–1938                       |
| Abzweig geradeaus und ehemals von links · Strecke quer (außer Betrieb) · Strecke nach rechts (außer Betrieb) |                    |                                       |                                 |
| Verschwenkung nach links |                    |                                       |                                 |
| Haltepunkt / Haltestelle | 377,2              | Atago (愛宕)                          | 1962–                           |
| |                    | Sanriku-Autobahn                      |                                 |
| Tunnel |                    |                                       |                                 |
| Haltepunkt / Haltestelle | 381,6 21,2*        | Shinainuma (品井沼)                   | 1932–                           |
| Bahnhof | 386,6              | Kashimadai (鹿島台)                   | 1892–                           |
| Haltepunkt / Haltestelle · U-Bahn-Kopfbahnhof Streckenanfang (Strecke außer Betrieb) | 391,5              | Matsuyamamachi (松山町)               | 1908–                           |
| Strecke · U-Bahn-Strecke nach links (außer Betrieb) |                    | → Matsuyama-Draisinenbahn             | 1922–1929                       |
| Brücke über Wasserlauf |                    | Naruse-gawa                           | Naruse-gawa                     |
| Bahnhof · U-Bahn-Kopfbahnhof Streckenanfang (Strecke außer Betrieb) | 395,0              | Kogota (小牛田)                       | 1890–                           |
| Abzweig geradeaus, nach links und nach rechts · U-Bahn-Kreuzung mit Eisenbahn (Strecke geradeaus außer Betrieb) |                    | ← Ishinomaki-Linie / → Rikuu-Ostlinie | 1912/13–                        |
| Strecke · U-Bahn-Strecke nach links (außer Betrieb) |                    | → Furukawa-Pferdebahn                 | 1900–1913                       |
| ehemalige Blockstelle | 398,4              | Ausweiche Yachinaka                   | –1948                           |
| Haltepunkt / Haltestelle | 401,1              | Tajiri (田尻)                         | 1908–                           |
| Strecke von rechts (außer Betrieb) · Strecke |                    | ↔ Senboku-Bahn                        | 1921–1968                       |
| Bahnhof (Strecke außer Betrieb) · Bahnhof | 407,8              | Semine (瀬峰)                         | 1890–                           |
| Strecke nach links (außer Betrieb) · Kreuzung geradeaus unten (Querstrecke außer Betrieb) |                    |                                       |                                 |
| Haltepunkt / Haltestelle | 411,5              | Umegasawa (梅ケ沢)                    | 1953–                           |
| Haltepunkt / Haltestelle | 416,2              | Nitta (新田)                          | 1894–                           |
| ehemalige Blockstelle | 419,6              | Ausweiche Hataoka                     | –1950                           |
| Strecke · Strecke von links (außer Betrieb) |                    | → Kurihara-Den’en-Bahnlinie           | 1921–1942                       |
| Bahnhof · Bahnhof (Strecke außer Betrieb) | 423,5              | Ishikoshi (石越)                      | 1890–                           |
| Abzweig geradeaus und ehemals nach links · Abzweig quer und nach links (Strecke außer Betrieb) |                    | → Kurihara-Den’en-Bahnlinie           | 1942–2007                       |
| Haltepunkt / Haltestelle | 427,0              | Yushima (油島)                        | 1954–                           |
| Bahnhof | 431,2              | Hanaizumi (花泉)                      | 1890–                           |
| Haltepunkt / Haltestelle | 434,4              | Shimizuhara (清水原)                  | 1955–                           |
| |                    |                                       |                                 |
| Strecke (außer Betrieb) · Haltepunkt / Haltestelle | 437,8              | Arikabe (有壁)                        | 1924–                           |
| Strecke (außer Betrieb) · Strecke von links · Kreuzung geradeaus unten |                    | → Tōhoku-Shinkansen                   | 1982–                           |
| Tunnel (Strecke außer Betrieb) · Tunnel · Tunnel |                    | Ōsawada-Tunnel                        | Ōsawada-Tunnel                  |
| Strecke (außer Betrieb) · Tunnel · Strecke |                    |                                       |                                 |
| Strecke nach links (außer Betrieb) · Kreuzung geradeaus oben (Querstrecke außer Betrieb) · Abzweig geradeaus und ehemals von rechts |                    |                                       |                                 |
| Kreuzung geradeaus oben · Abzweig geradeaus und von rechts |                    | ← Ōfunato-Linie                       | 1925–                           |
| | 445,1              | Ichinoseki (一ノ関)                   | 1890–                           |
| Strecke nach halbrechts · Strecke nach halbrechts |                    |                                       |                                 |
| Strecke von halblinks |                    |                                       |                                 |
| Brücke über Wasserlauf |                    | Iwai-gawa                             | Iwai-gawa                       |
| Haltepunkt / Haltestelle | 448,0              | Yamanome (山ノ目)                     | 1928–                           |
| Haltepunkt / Haltestelle | 452,3              | Hiraizumi (平泉)                      | 1898–                           |
| ehemalige Blockstelle | 456,3              | Ausweiche Koromogawa                  | 1945–1966                       |
| Tunnel |                    |                                       |                                 |
| Haltepunkt / Haltestelle | 459,9              | Maesawa (前沢)                        | 1890–                           |
| Haltepunkt / Haltestelle | 465,1              | Rikuchū-Orii (陸中折居)               | 1928–                           |
| Bahnhof · Kopfbahnhof Streckenanfang (Strecke außer Betrieb) | 470,1              | Mizusawa (水沢)                       | 1890–                           |
| Kreuzung (Querstrecke außer Betrieb) · Strecke nach rechts (außer Betrieb) |                    | ← Kimokō-Kleinbahn                    | ← Kimokō-Kleinbahn              |
| Brücke über Wasserlauf |                    | Isawa-gawa                            | Isawa-gawa                      |
| Haltepunkt / Haltestelle | 477,7              | Kanegasaki (金ケ崎)                   | 1897–                           |
| Bahnhof | 481,1              | Rokuhara (六原)                       | 1937–                           |
| ehemalige Blockstelle | 483,7              | Ausweiche Hokujō                      | Ausweiche Hokujō                |
| Strecke von halbrechts · Strecke |                    | ← Tōhoku-Shinkansen                   | 1982–                           |
| Brücke über Wasserlauf · Brücke über Wasserlauf |                    | Waga-gawa                             | Waga-gawa                       |
| Kopfbahnhof Streckenanfang (Strecke außer Betrieb) | 487,5              | Kitakami (北上)                       | 1890–                           |
| Strecke nach halbrechts · Strecke · Strecke nach links (außer Betrieb) |                    | → Waga-Kleinbahn                      | → Waga-Kleinbahn                |
| Abzweig geradeaus und nach links |                    | → Kitakami-Linie                      | 1921–                           |
| Haltepunkt / Haltestelle | 492,2              | Murasakino (村崎野)                   | 1950–                           |
| ehemalige Blockstelle | 496,9              | Ausweiche Iide                        | –1952                           |
| Brücke über Wasserlauf |                    | Toyosawa-gawa                         | Toyosawa-gawa                   |
| Abzweig von links und von rechts (Strecke außer Betrieb) · Kreuzung mit U-Bahn geradeaus unten (Querstrecke außer Betrieb) · U-Bahn-Abzweig mit Eisenbahn quer und von rechts (Strecke außer Betrieb) |                    | → Hanamaki Dentetsu                   | → Hanamaki Dentetsu             |
| Strecke (außer Betrieb) · Strecke · Strecke (außer Betrieb) |                    | ← Iwate-Kleinbahn                     | 1913–1936                       |
| Kopfbahnhof Streckenende (Strecke außer Betrieb) · Bahnhof · Bahnhof (Strecke außer Betrieb) | 500,0              | Hanamaki (花巻)                       | 1890–                           |
| Strecke · Strecke nach links (außer Betrieb) |                    | → Hanamaki Dentetsu                   | → Hanamaki Dentetsu             |
| Abzweig geradeaus und nach rechts |                    | ← Kamaishi-Linie                      | 1943–                           |
| Bahnhof | 505,7              | Hamamaki-Kūkō (花巻空港)              | 1932–                           |
| Haltepunkt / Haltestelle | 511,4              | Ishidoriya (石鳥谷)                   | 1893–                           |
| Bahnhof | 516,8              | Hizume (日詰)                         | 1890–                           |
| Strecke von halbrechts · Strecke |                    | ← Tōhoku-Shinkansen                   | 1982–                           |
| Strecke · Haltepunkt / Haltestelle | 518,6              | Shiwa-Chūō (紫波中央)                 | 1998–                           |
| Strecke · Haltepunkt / Haltestelle | 521,5              | Furudate (古館)                       | 1949–                           |
| Strecke · Bahnhof | 525,1              | Yahaba (矢幅)                         | 1898–                           |
| Strecke · Dienststation / Betriebs- oder Güterbahnhof | 528,6              | Güterbahnhof Morioka                  | Güterbahnhof Morioka            |
| Strecke · Haltepunkt / Haltestelle | 529,6              | Iwate-Iioka (岩手飯岡)                | 1950–                           |
| Strecke nach halblinks · Strecke nach halbrechts |                    |                                       |                                 |
| Strecke von halblinks · Strecke von halbrechts |                    |                                       |                                 |
| Haltepunkt / Haltestelle · Strecke | 533,5              | Sembokuchō (仙北町)                   | 1915–                           |
| Brücke über Wasserlauf · Brücke über Wasserlauf |                    | Shizukuishi-gawa                      | Shizukuishi-gawa                |
| Strecke nach halblinks · Strecke nach halbrechts |                    |                                       |                                 |
| Strecke von halblinks · Strecke von halbrechts |                    |                                       |                                 |
| | 535,3              | Morioka (盛岡)                        | 1890–                           |
| Kreuzung geradeaus oben · Abzweig geradeaus, nach rechts und ehemals nach links · Abzweig geradeaus und ehemals von rechts |                    | ← Yamada-Linie                        | 1923–                           |
| Abzweig geradeaus und nach links · Kreuzung geradeaus unten · Abzweig quer und nach links |                    | → Tazawako-Linie (Akita-Shinkansen)   | 1921–                           |
| Strecke · Strecke |                    | ↓ Tōhoku-Shinkansen                   | 2002–                           |
| Strecke |                    | ↓ Iwate-Galaxy-Bahnlinie              | 1891–                           |

Die Tōhoku-Hauptlinie (jap. 東北本線, Tōhoku-honsen) ist eine Eisenbahnstrecke im Nordosten der japanischen Hauptinsel Honshū und eine der wichtigsten Schienenverkehrswege des Landes. Benannt ist sie nach der Region Tōhoku, die sie in Süd-Nord-Richtung durchquert. Sie hat ihren Ausgangspunkt in Tokio und führt über Saitama, Utsunomiya, Fukushima und Sendai nach Morioka. Dabei erschließt sie die Präfekturen Tokio, Saitama, Tochigi, Fukushima, Miyagi und Iwate. Während der Personenverkehr in die Zuständigkeit von JR East fällt, ist JR Freight für den Güterverkehr zuständig. Ebenfalls zur Tōhoku-Hauptlinie gezählt werden mehrere kurze Parallel- und Zweigstrecken.
Erbaut wurde die über 500 km lange Tōhoku-Hauptlinie in den 1880er Jahren durch die Nippon Tetsudō, Japans erste private Bahngesellschaft. Fast ein Jahrhundert lang war sie die Hauptverkehrsader im Fernverkehr in den Norden, bis zur Eröffnung der größtenteils parallel verlaufenden Schnellfahrstrecke Tōhoku-Shinkansen im Jahr 1982. Einst reichte die Strecke nominell über Morioka hinaus bis nach Aomori an der Nordspitze Honshūs, doch wurde dieser Abschnitt nach der Verlängerung der parallel verlaufenden Schnellfahrstrecke Tōhoku-Shinkansen an zwei eigenständige Bahngesellschaften ausgegliedert.
Dieser Artikel befasst sich mit der Tōhoku-Hauptlinie im Allgemeinen. Der suburbane Abschnitt im Ballungsraum Tokio zwischen dem Bahnhof Tokio und dem Bahnhof Kuroiso trägt die Bezeichnung Utsunomiya-Linie und wird im entsprechenden Artikel beschrieben.

## Allgemeine Merkmale

Rot = Tōhoku-Hauptlinie
blau = frühere Ausdehnung

Die in Kapspur (1067 mm) verlegte Tōhoku-Hauptlinie erstreckt sich über eine Entfernung von 535,3 km zwischen den Städten Tokio und Morioka. Hinzu kommen mehrere Neben- und Zweiglinien, die ebenfalls hinzugezählt werden. Es handelt sich dabei um die Verbindung Ueno–Oku–Akabane (7,6 km), die Miyagino-Güterlinie von Nagamachi über den Güterbahnhof Sendai nach Higashi-Sendai (6,6 km), die Rifu-Linie von Iwakiri nach Rifu (4,2 km) sowie um eine Verbindungsstrecke zur Senseki-Linie bei Sendai (0,3 km). Insgesamt werden 142 Bahnhöfe und fünf Güterbahnhöfe bedient. Mit Ausnahme der Rifu-Zweigstrecke und der Senseki-Verbindung sind alle Abschnitte zweigleisig ausgebaut.
Die Strecke besitzt zwei unterschiedliche Bahnstromsysteme, wobei sich die Grenze im Bahnhof Kuroiso in der Gemeinde Nasushiobara befindet. Südlich davon ist die Strecke in Richtung Tokio mit 1500 V Gleichspannung elektrifiziert, nördlich davon mit 20 kV Wechselstrom bei einer Frequenz von 50 Hz. In Kuroiso besteht üblicherweise eine strikte Trennung zwischen beiden Systemen ohne durchgehende Züge. Nur Güterzüge und vereinzelte Sonderfahrten überwinden die Grenze und verkehren mit Zweisystemfahrzeugen.
Der nördlich von Morioka gelegene Teil der Tōhoku-Hauptlinie wird nicht mehr zu dieser gerechnet und verläuft weitgehend parallel zur Schnellfahrstrecke Tōhoku-Shinkansen. JR East übertrug ihn an zwei eigenständige Bahngesellschaften. Die Iwate Ginga Tetsudō ist für die 82,0 km lange Iwate-Galaxy-Bahnlinie zwischen Morioka und Metoki zuständig, die Aoimori Tetsudō für die daran anschließende, 121,9 km lange Aoimori-Bahnlinie zwischen Metoki und Aomori. Bei beiden Unternehmen handelt es sich um Bahngesellschaften des „dritten Sektors“, die überwiegend im Besitz der erschlossenen Präfekturen und Gemeinden sind; in deren Auftrag führen sie dort den Nahverkehr durch.
Ursprünglich war der Bahnhof Ueno der offizielle südliche Ausgangspunkt, seit 1925 ist es der Bahnhof Tokio. Dennoch verkehrten auch danach die meisten Züge ab Ueno; vor den 1960er Jahren waren einzelne Züge in Tokio direkt mit der Tōkaidō-Hauptlinie verbunden. Die Gleise der Tōhoku-Hauptlinie zwischen Tokio und Ueno wurden 1973 stillgelegt, um Platz für die Tōhoku-Shinkansen zu schaffen. Danach verkehrten dort nur noch die Nahverkehrszüge der parallel verlaufenden Linien. Diese Situation änderte sich 2015 mit der Eröffnung der Ueno-Tokio-Linie, die zu einem Teil die alten Gleise nutzt und andererseits aufgeständert über der Shinkansen-Trasse verläuft.

## Streckenbeschreibung
(Tokio–Kuroiso siehe Utsunomiya-Linie)
Unmittelbar beim Verlassen des Bahnhofs Kuroiso durchfahren die Züge eine Schutzstrecke, die den Übergang vom Gleichstrom- zum Wechselstrom-Abschnitt bildet. Nach der Überquerung des Naka folgt die Nasu-Hochebene. Der anschließende Hügelkamm zwischen den Bergen Nasu-dake und Yamizo-san bildet die nördlich Begrenzung der Region Kantō. Dieses Gebiet ist mit rund 400 Höhenmetern das höchstgelegene an der Tōhoku-Hauptlinie. In Shin-Shirakawa besteht die erste Umsteigemöglichkeit zur Tōhoku-Shinkansen. Danach wendet sich die Strecke kurz nach Osten, um den Abukuma zu überbrücken, bevor sie wieder eine ungefähr nordöstliche Richtung einschlägt. Im Knotenpunkt Kōriyama besteht Anschluss an die Shinkansen, die Ban’etsu-Ostlinie, die Ban’etsu-Westlinie und die Suigun-Linie. Weiterhin dem Tal des Abukuma folgend wird Fukushima erreicht, die Hauptstadt der gleichnamigen Präfektur. Dort kann zur Tōhoku-Shinkansen, zur Yamagata-Shinkansen, zur Ōu-Hauptlinie, zur Abukuma-Express-Linie und zur Iizaka-Linie umgestiegen werden.
Vom Fukushima-Becken aus führt die Strecke bergauf zu einem rund 200 Meter hoch gelegenen Pass in der Nähe des Bahnhofs Kaida, nahe der Grenze zur Präfektur Miyagi. Südöstlich am Zaō-Gebirgsmassiv vorbei führt die Strecke dem Shiraishi-Fluss entlang und trifft in Tsukinoki am Unterlauf des Abukuma wieder auf die Abukuma-Express-Linie. Im nachfolgenden Bahnhof Iwanuma am Rande der Sendai-Ebene mündet die Jōban-Linie ein, beim Natori die Sendai-Flughafenlinie. Kurz nach der Brücke über den Hirose-Fluss zweigt die 6,6 km lange Miyagino-Güterlinie ab, auf welcher der Güterverkehr das Stadtzentrum der Millionenstadt Sendai umfahren kann. Auf Stadtgebiet macht die Tōhoku-Hauptlinie einen kleinen Schwenker nach Westen und erreicht den Bahnhof Sendai, wo Umsteigemöglichkeiten zur Tōhoku-Shinkansen, zur Jōban-Linie, zur Sendai-Flughafenlinie, zur Senseki-Linie, zur Senzan-Linie und zu beiden Linien der U-Bahn Sendai bestehen.
Wieder nach Nordosten verlaufend mündet in Higashi-Sendai die Miyagino-Güterlinie ein und nach Überbrückung des Nanakita erreicht die Tōhoku-Hauptlinie den Bahnhof Iwakiri. Dort zweigt die 4,2 km lange Rifu-Linie nach Rifu ab, die einst dem ursprünglichen Streckenverlauf entsprach, seit 1962 aber nur noch eine Stichstrecke ist. Die neuere Strecke trifft im Stadtgebiet von Shiogama auf die Küste und verläuft entlang des Matsushima-Küstengebirges mehrere Kilometer weit parallel zur Senseki-Linie. Entlang dem östlichen Rand der Omatsuzawa-Hügel wird nun in überwiegend nördlicher Richtung der Bahnhof Kogata erreicht, wo die Ishinomaki-Linie und die Rikuu-Ostlinie abzweigen. Westlich an den Asohidake-Hügeln und östlich an den Chikudate-Hügeln vorbei geht es weiter durch die Kurihara-Ebene und über die Grenze zur Präfektur Iwate nach Ichinoseki, dem Ausgangspunkt der Ōfunato-Linie. Im Kitakami-Tal liegen die Bahnhöfe Kitakami und Hanamaki, wo die Kitakami-Linie und die Kamaishi-Linie abzweigen. Ab Shiwachūō verläuft die Strecke geradlinig neben der Tōhoku-Shinkansen und erreicht schließlich Morioka. An diesem Knotenpunkt bestehen Anschlüsse an die Tōhoku-Shinkansen, die Akita-Shinkansen, die Iwate-Galaxy-Bahnlinie, die Tazawako-Linie und die Yamada-Linie. Einst führte die Tōhoku-Hauptlinie weiter nordwärts in Richtung Aomori, doch dieser Abschnitt wurde an zwei eigenständige Bahngesellschaften übertragen.

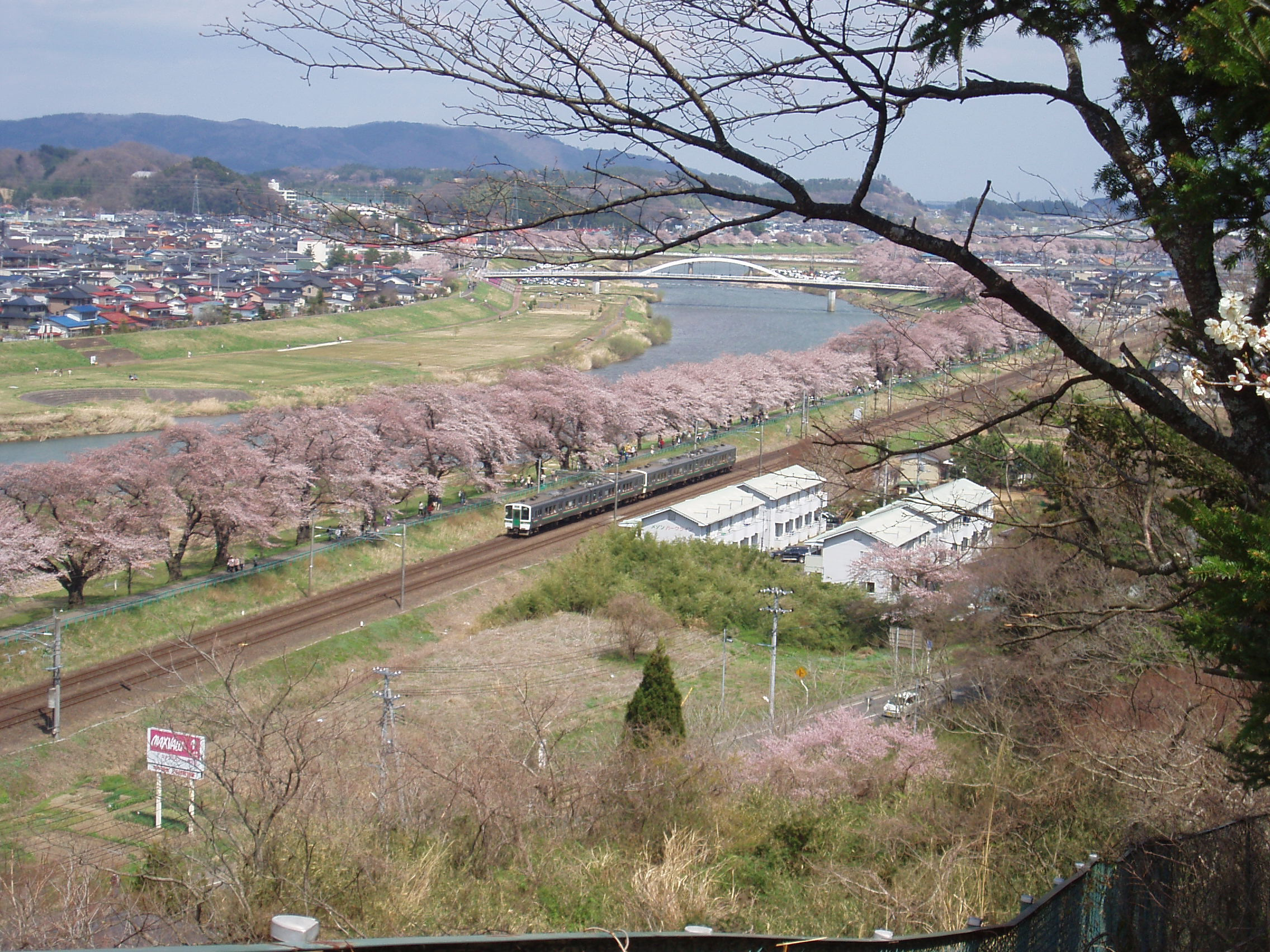
Streckenabschnitt bei Funaoka
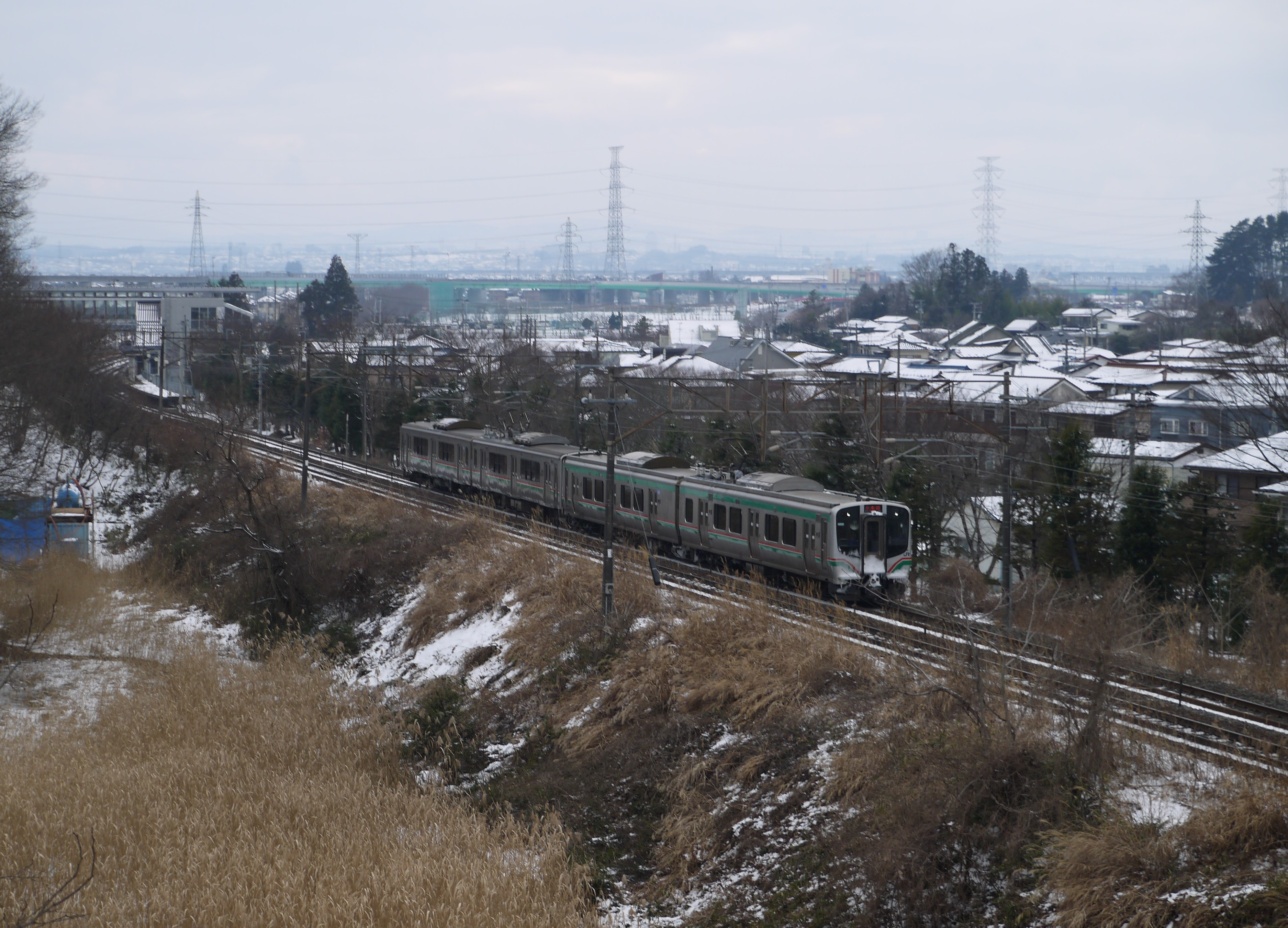
Bei Kokufu-Tagajō
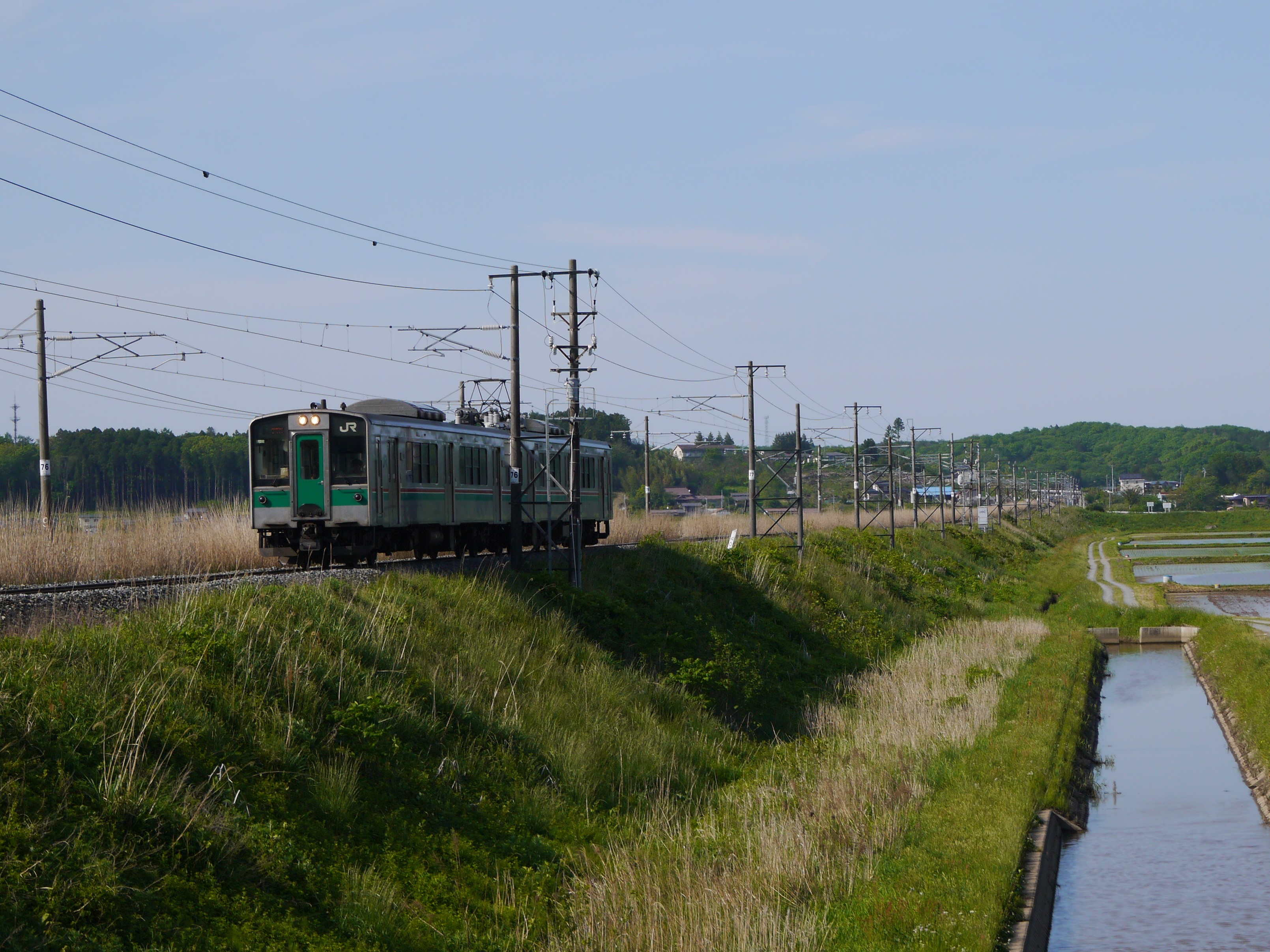
Bei Semine
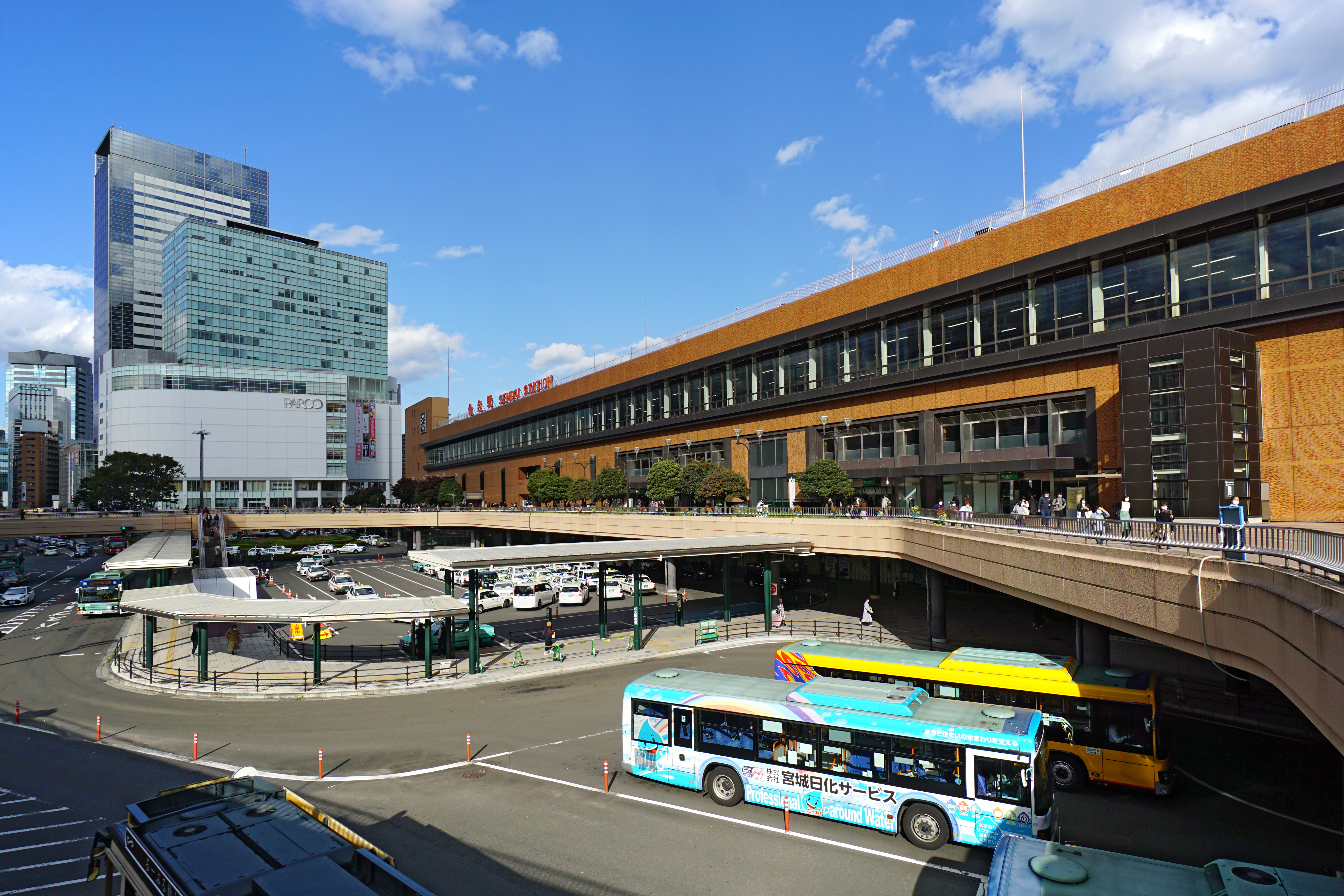
Bahnhof Sendai

## Zugangebot

### Regionalverkehr
Die Züge des Mittelstreckenverkehrs zwischen Tokio und Kuroiso werden vom Betreiber JR East seit 1990 als Utsunomiya-Linie bezeichnet. Zusammen mit den Zügen der Takasaki-Linie (nach bzw. ab Ōmiya) sind sie betrieblich vom urbanen Nahverkehr getrennt, der von teils parallel verlaufenden Linien übernommen wird. Um die eigentliche Hauptstrecke zu entlasten, fahren die Mittelstreckenzüge zwischen Ueno und Akaben nicht über Tabata, sondern auf einer Nebenlinie via Oku. Den urbanen Nahverkehr übernehmen die Yamanote-Linie, die Keihin-Tōhoku-Linie und die Saikyō-Linie. Auf der Yamanote-Linie wurden auch Mittelstreckenzüge von und zu den Bahnhöfen Ikebukuro und Shinjuku betrieben, die sich 2001 zu Direktverbindungen mit der Tōkaidō-Hauptlinie und der Yokosuka-Linie entwickelten; diese erhielten die Bezeichnung Shōnan-Shinjuku-Linie. Auf kurzen Abschnitten in der Metropolregion Tokio verkehren auch Züge der Chūō-Hauptlinie, der Jōban-Linie und der Musashino-Linie. Mithilfe der Ueno-Tokio-Linie können die Mittelstreckenzüge der Utsunomiya-Linie, der Takasaki-Linie und der Jōban-Linie im Bahnhof Tokio mit jenen der Tōkaidō-Hauptlinie verknüpft werden.
Nördlich von Kuroiso, das am äußersten Rand der Metropolregion liegt, sind die erschlossenen Gegenden ländlich geprägt und teilweise sehr dünn besiedelt, weshalb das Zugangebot im regionalen Personenverkehr dort deutlich geringer ist. Deshalb ist die Tōhoku-Hauptlinie in mehrere Sektionen unterteilt, die unterschiedlich oft und mit verschieden langen Zügen befahren werden. Zwischen Kuroiso und Shin-Shirakawa fahren die Züge je nach Tageszeit ungefähr alle 60 bis 100 Minuten. In einem angenäherten Stundentakt verkehren die Züge von Shin-Shirakawa nach Kōriyama. Zwischen Kōriyama und Fukushima wird ein Stundentakt angeboten, der während der Hauptverkehrszeit auf 30 Minuten verdichtet wird. Morgens und abends verkehren einzelne Züge durchgehend von Shin-Shirakawa nach Fukushima. Üblicherweise im Stundentakt betrieben werden die Züge zwischen Fukushima und Sendai; zusätzliche Züge ab Shiroishi verdichten diesen zu einem angenäherten Halbstundentakt. Hinzu kommen Züge der Abukuma-Express-Linie ab Tsukinoki, der Jōban-Linie ab Iwanuma und der Sendai-Flughafenlinie ab Natori, sodass in den südlichen Vororten Sendais ein dichtes Angebot besteht.
Tagsüber im Stunden- und während der Hauptverkehrszeit im Halbstundentakt verkehren Züge zwischen Sendai und Kogota. Darüber hinaus wird dieser Takt in den nördlichen Vororten Sendais einerseits durch die Rifu-Linie nach Rifu ergänzt, andererseits durch die Direktverbindungen der Senseki-Tōhoku-Linie nach Onagawa, die beide zum Teil die Tōhoku-Hauptlinie mitbenutzen. Der Abschnitt Kogota–Ichinoseki wird in einem angenäherten Stundentakt befahren. Dasselbe trifft auf den Abschnitt Ichinoseki–Morioka zu, morgens und abends werden jedoch zusätzliche Züge ab Kitami eingesetzt. Dem beschleunigten Pendlerverkehr in Richtung Morioka dienen zusätzlich die Eilzüge Kaisoku Aterui ab Mizusawa und Hamayuri ab Hanamaki.

### Fern- und Güterverkehr
Einst verkehrten auf der Tōhoku-Hauptlinie zahlreiche Fernverkehrszüge. Mit der Eröffnung des Tōhoku-Shinkansen zwischen Ōmiya und Morioka im Jahr 1982 verlagerte die Japanische Staatsbahn die Fernverbindungen auf den Shinkansen und ersetzte sie durch Mittelstreckenzüge. Es gibt keinen einzigen Personenzug mehr, der die gesamte Strecke befährt, ebenso keine Schnellzüge zwischen Kurihashi und Iwanuma sowie zwischen Sendai und Morioka. Mit der Eröffnung der Hokkaidō-Shinkansen nördlich von Aomori im Jahr 2016 fielen auch die letzten Nachtzüge weg.
Zusätzlich zu den Reisezügen wird die Tōhoku-Hauptlinie auch von zahlreichen Güterzügen der Gesellschaft JR Freight befahren, die den Großraum Tokio mit dem Norden der Hauptinsel Honshū und mit Hokkaidō verbinden. Die Verbindung zwischen dem Güterbahnhöfen Sumidagawa (in Tokio) und Sapporo gilt als „Hauptschlagader des Nordens“. Viele Güterzüge fahren weiter über die Tōkaidō-Hauptlinie in die westlichen Regionen Japans sowie über Aomori hinaus durch den Seikan-Tunnel nach Hokkaidō.

## Geschichte

### Planung und Streckenbau
Nach der Niederschlagung der Satsuma-Rebellion im Jahr 1877 war die Finanzlage des Staates angespannt, weshalb die Regierung beschloss, den staatlichen Eisenbahnbau zunächst auf die Verbindung zwischen Tokio und Kōbe (die heutige Tōkaidō-Hauptlinie) zu beschränken. Weitere Bahnstrecken sollten deshalb von privaten Bahngesellschaften errichtet und betrieben werden. Die erste war die 1881 gegründete Nippon Tetsudō, an der hauptsächlich wohlhabende ehemalige Daimyōs und Samurais beteiligt waren. Sie plante den Bau eines Streckennetzes, das von Tokio aus nordwärts nach Takasaki sowie über Sendai und Morioka bis nach Aomori an der Nordspitze der Hauptinsel Honshū führen sollte. Entsprechende Planungen hatte es bereits 1871 gegeben, konnten aber bisher nicht umgesetzt werden. Da diese Strecken auch für den Staat von hohem Nutzen waren, unterstützte er die Nippon Tetsudō bei der Planung und der Bauausführung, ebenso sicherte er ihr ein Monopol für die erschlossenen Regionen zu.
Ursprünglich war vorgesehen, die Strecke in Shinagawa direkt an die bestehende staatliche Linie Shimbashi–Yokohama anzuschließen und von dort durch das Yamanote-Hügelvorland nach Akabane zu führen. Da die Nippon Tetsudō aber davon ausging, dass diese Streckenführung anspruchsvoller zu bauen wäre, zog sie es vor, Ueno zum Ausgangspunkt zu machen und den Bau der späteren Yamanote-Linie vorerst aufzuschieben. Am 28. Juli 1883 erfolgte die Eröffnung der Strecke Ueno–Kumagaya mit den Zwischenbahnhöfen Ōji, Urawa, Ageo und Kōnosu. Dabei entspricht der Abschnitt zwischen Ueno und dem damals noch nicht existierenden Bahnhof Ōmiya der späteren Tōhoku-Hauptlinie, während der Rest heute einen Teil der Takasaki-Linie bildet. Der Trennungsbahnhof Ōmiya kam am 16. März 1884 hinzu.
Nächste Etappe war die Fertigstellung des Abschnitts von Ōmiya nach Utsunomiya. Da sich der Brückenbau über den Fluss Tone verzögerte, gingen am 16. Juli 1885 zunächst zwei voneinander getrennte Abschnitte in Betrieb: Einerseits zwischen Ōmiya und Kurihashi am Südufer, anderseits zwischen dem provisorischen Bahnhof Nakata am Nordufer und Utsunomiya; dazwischen verkehrte vorübergehend eine Eisenbahnfähre. Dieser Zustand endete am 17. Juni 1886 mit der Inbetriebnahme der Brücke, worauf der durchgehende Verkehr nach Utsunomiya aufgenommen werden konnte. Dreieinhalb Monate zuvor war auch die Anschlussstrecke von Akabane nach Shimbashi eröffnet worden (die heutige Yamanote-Linie), womit nun eine ununterbrochene Verbindung zum Hafen von Yokohama bestand, die vor allem für den Güterverkehr von großer Bedeutung. Händler im Bahnhof Utsunomiya verkauften erstmals Ekiben, für den Verzehr unterwegs konzipierte Bentō-Gerichte, die mittlerweile aus dem japanischen Reisealltag nicht mehr wegzudenken sind.

### Fertigstellung der Strecke
1886 folgten zwei weitere Abschnitte, am 1. Oktober von Utsunomiya nach Nishi-Nasuno und am 1. Dezember von Nishi-Nasuno nach Kuroiso. Im darauf folgenden Jahr kamen nochmals zwei Teilstücke hinzu, am 16. Juli von Kuroiso nach Kōriyama sowie am 15. Dezember von Kōriyama über Fukushima und Sendai zum Hafen von Shiogama an der Ishinomaki-Bucht. Um auch nördlich von Sendai einen rationellen Bauablauf zu ermöglichen, war ein Hafen zwingend erforderlich. Dieser war ursprünglich weiter östlich in Nobiru geplant, doch ein Taifun zerstörte 15. September 1884 die Baustelle komplett. Aus diesem Grund entstand der Hafen 1886 stattdessen in Shiogama. Zwischen Sendai und dem Hafen wurde am 11. Oktober 1888 nachträglich der Bahnhof Iwakiri eröffnet, von wo aus nach einer Planänderung der Weiterbau in Richtung Norden erfolgte. Der Streckenabschnitt zwischen Iwakiri und dem Hafen von Shiogama erhielt später die Bezeichnung Shiogama-Linie und bildete fortan eine kurze Stichstrecke, die bis 1997 in Betrieb blieb.
Von Iwakiri aus reichte die Hauptstrecke ab 16. April 1890 bis nach Ichinoseki. Heftige Regenfälle verursachten am 7. September 1890 schwere Schäden an der Trasse, sodass der Betrieb zwischen Shiroishi und Ōgawara (nördlich von Fukushima) bis zum 20. Oktober vollständig unterbrochen werden musste. Zwölf Tage später, am 1. November 1890, ging der Abschnitt Ichinoseki–Morioka in Betrieb; am selben Tag eröffnete die Nippon Tetsudō auch eine dem Güterverkehr vorbehaltene Strecke zwischen den Tokioter Bahnhöfen Ueno und Akihabara. Schließlich kam am 1. September 1891 der Abschnitt von Morioka über Hachinohe nach Aomori hinzu, womit der Streckenbau abgeschlossen war.
Um den Streckenbau möglichst rasch vorantreiben zu können, hatte die Nippon Tetsudō anfangs relativ wenige Bahnhöfe errichtet. Diese kamen nun nach und nach in großer Zahl hinzu. Kurz nach der Vollendung der Verbindung Ueno–Aomori begann auch der zweigleisige Teilausbau. Den Anfang machten am 25. Oktober 1892 zunächst die Abschnitte Ueno–Akabane und Kawaguchi–Ōmiya. Der Neubau der Brücke über den Arakawa (zwischen Akabane und Kawaguchi) ermöglichte ab 1. April 1895 den durchgehenden zweigleisigen Betrieb auf dem stadtnahen Abschnitt Ueno–Ōmiya. Zwischen Utsunomiya und Yaita war die Trasse in den Sommermonaten von zahlreichen Überschwemmungen betroffen. Die Instandstellungsarbeiten an Brücken und Dämmen verursachten jeweils hohe Kosten und nahmen viel Zeit in Anspruch. Aus diesem Grund beschloss die Bahngesellschaft eine Verlegung der Strecke. Die neue Trasse über Hōshakuji ging am 25. Februar 1897 in Betrieb.

### Unglücksfälle und Verstaatlichung

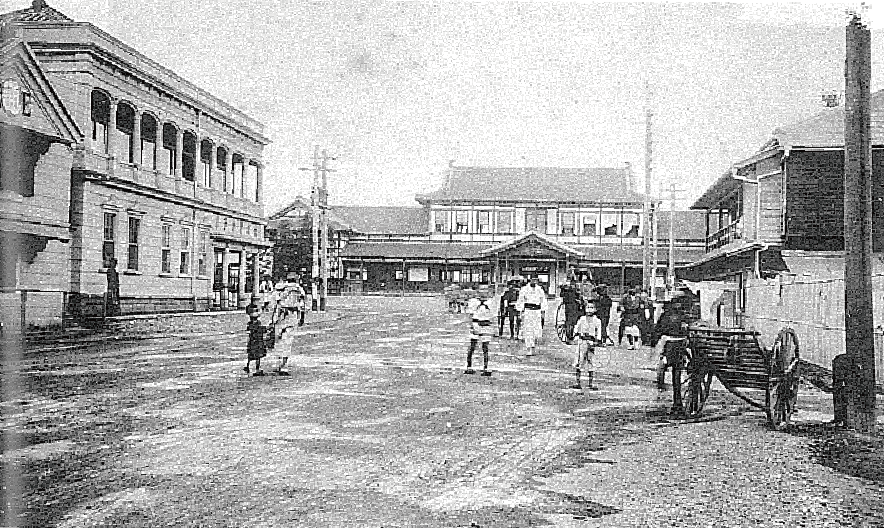
Bahnhof Utsunomiya (ca. 1900)

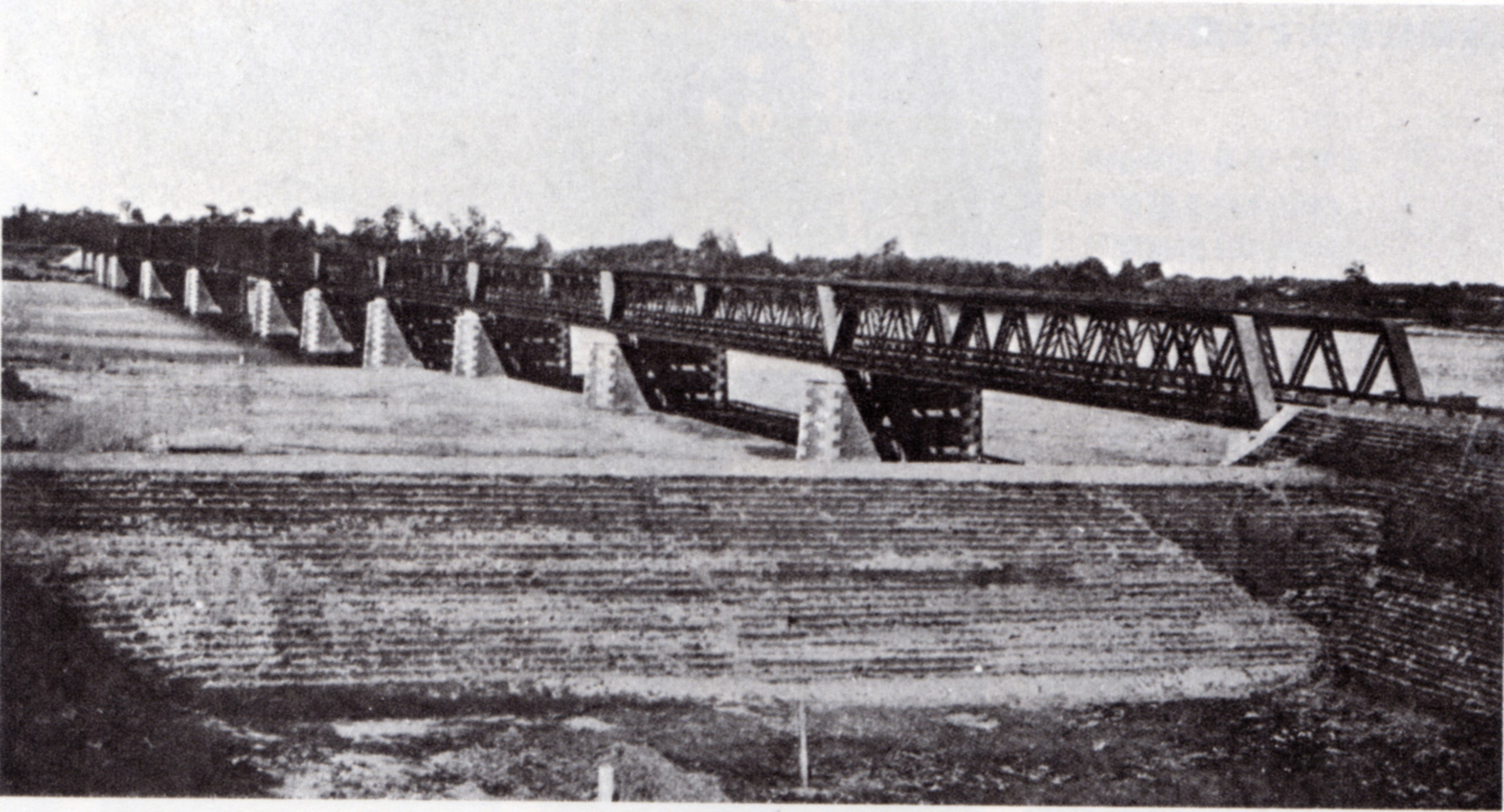
Tone-Brücke vor dem Doppelspurausbau (1919)

Am 7. Oktober 1899 geschah ein tragisches Unglück, als ein besonders heftiger Taifun zwischen Yaita und Nozaki einen nach Utsunomiya verkehrenden Zug von der Brücke über den Hōki blies. Der Zug stürzte in den Fluss hinunter, wobei 20 Menschen ums Leben kamen. Der Eisenbahnunfall von Nozaki gilt als schwerstes Eisenbahnunglück der Meiji-Zeit. Aufgrund des rasch anwachsenden Verkehrsaufkommens im Großraum Tokio kamen weitere Gleise für den Vorortverkehr hinzu. Als Folge des Eisenbahnverstaatlichungsgesetzes ging das gesamte Streckennetz der Nippon Tetsudō am 1. November 1906 an das staatliche Eisenbahnamt (das spätere Eisenbahnministerium) über. Unmittelbar nach der Verstaatlichung begann der zweigleisige Ausbau in Richtung Oyama. Im Jahr 1908 kamen gleich mehrere Ausbauabschnitte hinzu: Ōmiya–Hasuda am 30. September, Hasuda–Kuki und Koga–Mamada am 6. November, Kuki–Kurihashi am 10. November sowie von der Ausweiche Nakata nach Koga am 20. November. Abgeschlossen waren die Arbeiten mit der Übergabe des zweiten Gleises zwischen Mamada und Oyama am 1. August 1909, nur der Abschnitt zwischen Kurihashi und Nakata mit der Brücke über den Tone blieb vorerst eingleisig. Zwei Monate nachdem die Strecke Ueno–Aomori die offizielle Bezeichnung „Tōhoku-Hauptlinie“ erhalten hatte, erfolgte am 16. Dezember 1909 die Elektrifizierung des Abschnitts Ueno–Tabata für den Vorortverkehr. Im April 1913 reichte das zweite Gleis über Oyama hinaus bis nach Utsunomiya.
Ein weiteres schweres Unglück ereignete sich am 29. November 1916 in der Präfektur Aomori zwischen den Bahnhöfen Shimoda und Misawa. Ein Personenzug und ein Güterzug stießen wegen einer nicht vorschriftsgemäßen Handhabung der Signalisation zusammen, wodurch 29 Menschen ihr Leben verloren. Die 1920er Jahre waren von zahlreichen Baumaßnahmen geprägt, um die Kapazität der Strecke zu erhöhen. Gleich drei Abschnitte wurden 1920 durch begradigte, zweigleisige Streckenführungen ersetzt: Kuroiso–Kurodahara am 10. März, Shirasaka–Shirakawa am 10. Oktober und Kurodahara–Shirasaka am 1. November. Hinzu kamen zweigleisige Ausbauten mehrerer bereits bestehender Abschnitte: Sendai−Nigatake am 15. Februar 1920, Nigatake–Iwakiri am 23. April 1920, Kurihashi–Nakata am 5. März 1920 (zweite Tone-Brücke), Nagamachi–Sendai am 5. Dezember 1922, Iwanuma–Masuda am 1. September 1923 und Masuda–Nagamachi am 1. Dezember 1923. Der Abschnitt zwischen Hanaizumi und Ichinoseki erhielt am 16. Oktober 1924 eine neue Streckenführung und am 25. Oktober 1926 kam ein zweites Gleis zwischen Aomori und Uramachi hinzu.
Die letzte bestehende Lücke zwischen Ueno und Kanda konnte am 1. November 1925 geschlossen werden, wenn auch vorerst nur zweigleisig. Dies ermöglichte es, die Züge der Tōhoku-Hauptlinie zum neuen Endbahnhof Tokio und jene der parallel verlaufenden, elektrifizierten Keihin-Tōhoku-Linie nach Ueno zu führen. Der Abschnitt Tabata–Akabane war ab 1. Februar 1928 elektrifiziert, genau zwei Monate später stand zwischen Ueno und Tokio eine zweite Doppelspur zur Verfügung. Das Eisenbahnministerium strebte im Tokioter Innenstadtbereich auch eine Entflechtung von Fern-, Güter- und Nahverkehr an. Aus diesem Grund baute sie nördlich des bestehenden Rangierbahnhofs Nippori eine weitere Doppelspur, nahm den Fernverkehr aus dem überlasteten Knotenpunkt Tabata heraus und verlegte diesen zum neuen Bahnhof Oku, der am 20. Juni in Betrieb ging. Der Ausbau der Güterverkehrsanlagen in Akihabara verzögerte sich, sodass die ebenerdige Güterlinie Akihabara–Ueno erst am 1. Juli 1932 stillgelegt werden konnte. Ab 1. September desselben Jahres reichte der elektrifizierte Vorortverkehr über Akabane hinaus bis nach Ōmiya.

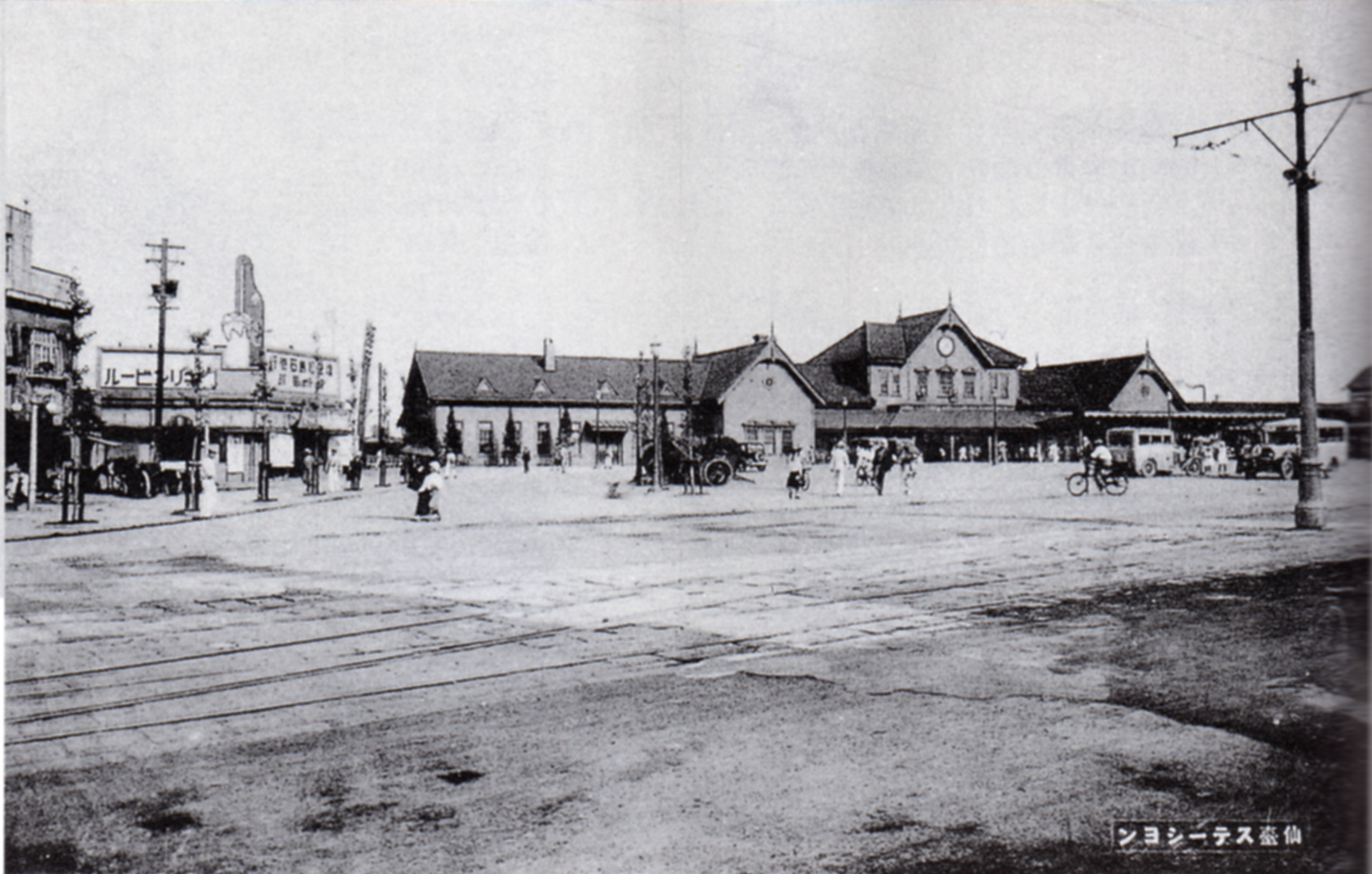
Bahnhof Sendai um 1930

Während des Pazifikkriegs musste der Fahrplan sukzessive ausgedünnt werden, nach Kriegsende war die Tōhoku-Hauptlinie jedoch eine wichtige Verbindung für Truppenzüge der alliierten Besatzungstruppen zwischen Tokio und Sapporo. Schwere Regenfälle im Zusammenhang mit dem Taifun Kathleen führten am 15. September 1947 zu Schäden an verschiedenen Stellen der Strecke, verursacht durch Überschwemmungen, Unterspülungen des Gleisbetts und Dammbrüche. Ab 1. Juni 1949 war die Japanische Staatsbahn für den Betrieb zuständig. Wenige Wochen später ereignete sich am 6. Juli zwischen den Bahnhöfen Kanayagawa und Matsukawa in der Präfektur Fukushima der Matsukawa-Zwischenfall, eine durch einen Sabotageakt herbeigeführte Entgleisung. Drei Mitglieder des Zugpersonals starben, jedoch keine Passagiere. Zusammen mit dem Mitaka-Zwischenfall und dem Shimoyama-Zwischenfall war dies einer der drei großen Kriminalfälle der Nachkriegszeit, in denen die Regierung die Kommunistische Partei Japans und die Eisenbahnergewerkschaft der Sabotage beschuldigte (Red Purge).

### Doppelspurausbau und Elektrifizierung
Der in den frühen 1950er Jahren einsetzende Wirtschaftsboom erforderte eine durchgreifende Modernisierung, einerseits durch den Doppelspurausbau sämtlicher noch bestehender einspuriger Abschnitte, andererseits durch die vollständige Elektrifizierung der Strecke. Die Gleisarbeiten begannen 1951 und in mehreren Dutzend kleinen Etappen nahm die Staatsbahn das zweite Gleis jeweils unmittelbar nach der Fertigstellung in Betrieb. Nördlich von Sendai entstand stattdessen zwischen Rikuzen-Sannō und Shinainuma eine vollständig neue Streckenführung entlang der Ishinomaki-Bucht und zum Teil parallel zur Senseki-Linie, die am 9. Juli 1956 in Betrieb ging. Die alte Trasse von Iwakiri über Rifu nach Shinainuma blieb noch einige Jahre bestehen, doch dann legte die Staatsbahn den nördlich von Rifu gelegenen Teil am 1. Juli 1962 still. Die übrig gebliebene Stichstrecke nach Rifu (auch als Rifu-Linie bezeichnet) dient seither ausschließlich dem Vorortverkehr. Mit der Inbetriebnahme des zweiten Gleises zwischen der Ausweiche Ishibumi und Noheji am 5. August 1968 war der Doppelspurausbau der gesamten Tōhoku-Hauptlinie nach 17 Jahren abgeschlossen.

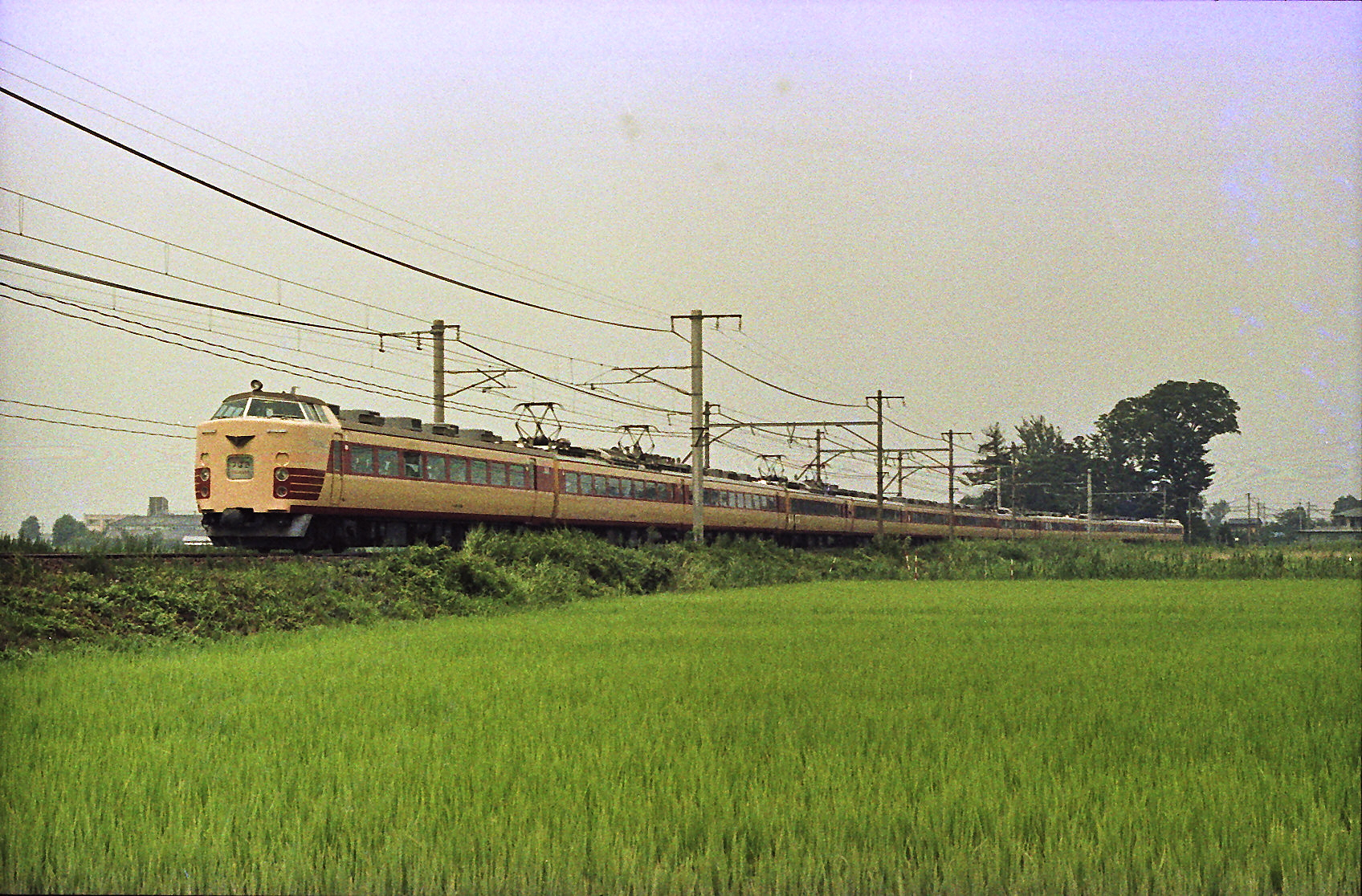
Tsubasa-Schnellzug der Baureihe 485 bei Kuki (1978)

Die Elektrifizierung außerhalb der Metropolregion Tokio nahm zehn Jahre in Anspruch und begann am 14. April 1958 mit dem Teilstück Utsunomiya–Ōmiya. Die weiteren Abschnitte kamen wie folgt hinzu: Ōmiya–Hōshakuji am 15. Dezember 1958, Hōshakuji–Kuroiso am 22. Mai 1959, Kuroiso–Shirakawa am 1. Juli 1959, Shirakawa–Fukushima am 1. März 1960, Fukushima–Sendai am 1. März 1961, Sendai–Morioka am 1. Oktober 1965 und Morioka–Aomori am 22. August 1968. Die Staatsbahn hatte sich dazu entschieden, auf der Strecke bis zum Bahnhof Kuroiso Gleichspannung anzuwenden, nördlich davon jedoch die leistungsstärkere Wechselspannung; diese Trennung besteht bis heute. Insgesamt ermöglichte die Modernisierung eine deutliche Ausweitung des Angebots. Ab 2. Oktober 1978 stand auch die Zweigstrecke Iwakiri–Rifu unter Strom.

### Erneute Privatisierung
Im Rahmen der Staatsbahnprivatisierung ging die Tōhoku-Hauptlinie am 1. April 1987 in den Besitz der neuen Gesellschaft JR East über, während JR Freight nun für den Güterverkehr zuständig war. Um den Vorortverkehr besser unterscheiden und vermarkten zu können, führte JR East für den Abschnitt Tokio–Kuroiso mit dem Fahrplanwechsel am 10. März 1990 die Bezeichnung Utsunomiya-Linie ein. Durch einen Taifun verursachte sintflutartige Regenfälle unterspülten vom 27. bis 31. August 1998 das Gleisbett an zahlreichen Stellen, weshalb der Bahnbetrieb auf dem über 400 km langen Abschnitt zwischen Kamasusaka und Morioka vorübergehend komplett eingestellt werden musste. Während der größte Teil der Schäden innerhalb einer Woche behoben werden konnte, blieb der Abschnitt von Kuroiso nach Shin-Shirakawa bis zum 25. September unterbrochen. Am 1. Dezember 2001 führte JR East die Shōnan-Shinjuku-Linie ein, die zwischen Ōmiya und Akabane parallel zur Tōhoku-Hauptlinie verläuft.
Gleichzeitig mit der Verlängerung der Schnellfahrstrecke Tōhoku-Shinkansen nach Hachinohe lagerte JR East am 1. Dezember 2002 den regionalen Personenverkehr zwischen Morioka und Aomori an zwei neu gegründete Bahngesellschaften aus, die Iwate Ginga Tetsudō und die Aoimori Tetsudō. Erstere ist seither für den Abschnitt Morioka–Metoki zuständig, letztere übernahm den Abschnitt Metoki–Hachinohe. Am 4. Dezember 2010 ging der Abschnitt Hachinohe–Aomori ebenfalls an die Aoimori Tetsudō über. Als Folge des verheerenden Tōhoku-Erdbebens vom 11. März 2011 stellte JR East den Verkehr auf der gesamten Strecke ein. Schrittweise konnte er bis zum 21. April wieder aufgenommen werden. Seit dem 14. März 2015 ermöglicht die Ueno-Tokio-Linie im Stadtzentrum Tokios, die zum Teil die Trasse der Tōhoku-Hauptlinie nutzt, eine Verknüpfung der Utsunomiya- und der Takasaki-Linie mit der Tōkaidō-Hauptlinie.

## Eingesetzte Fahrzeuge

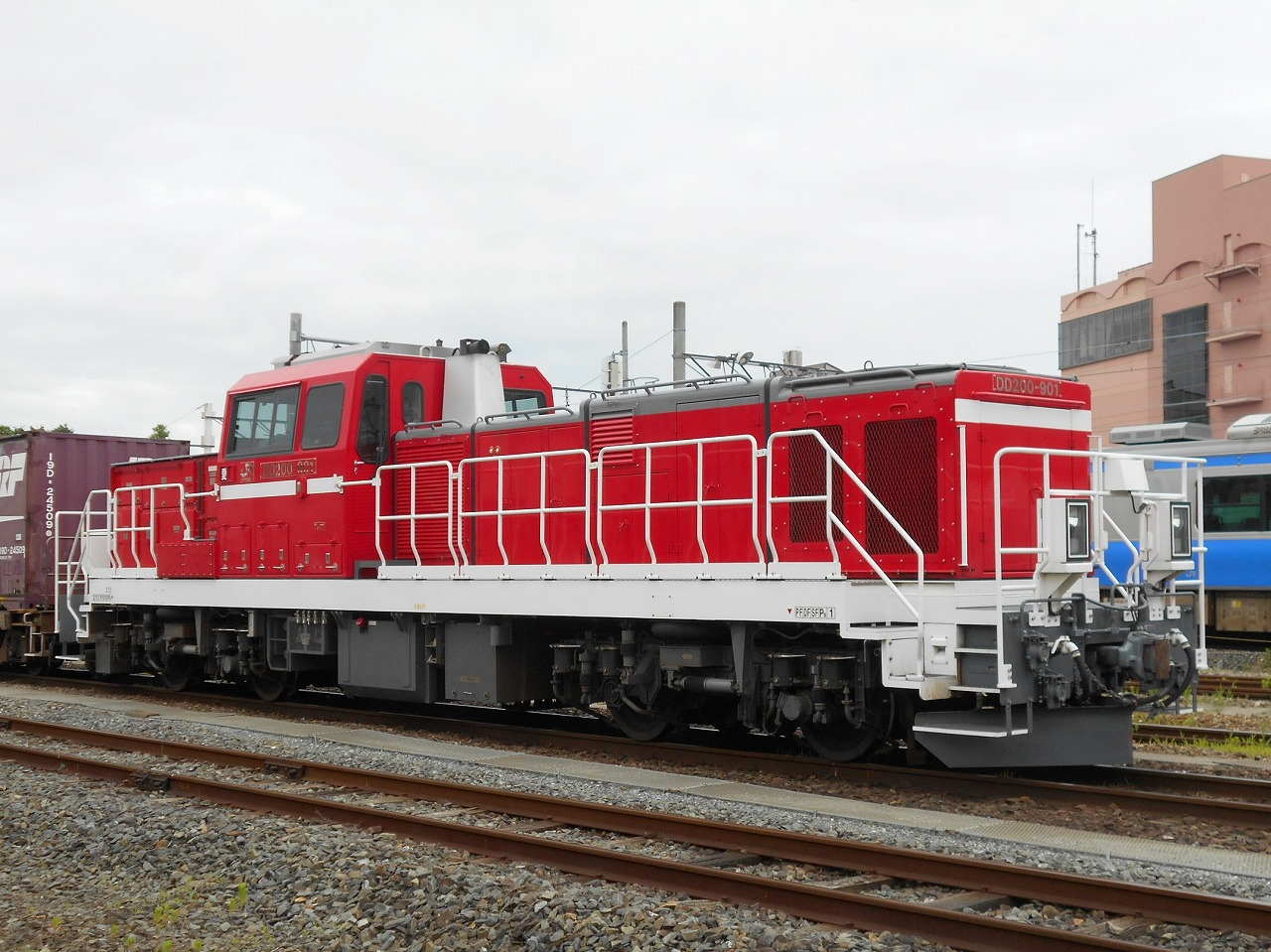
Baureihe DD200
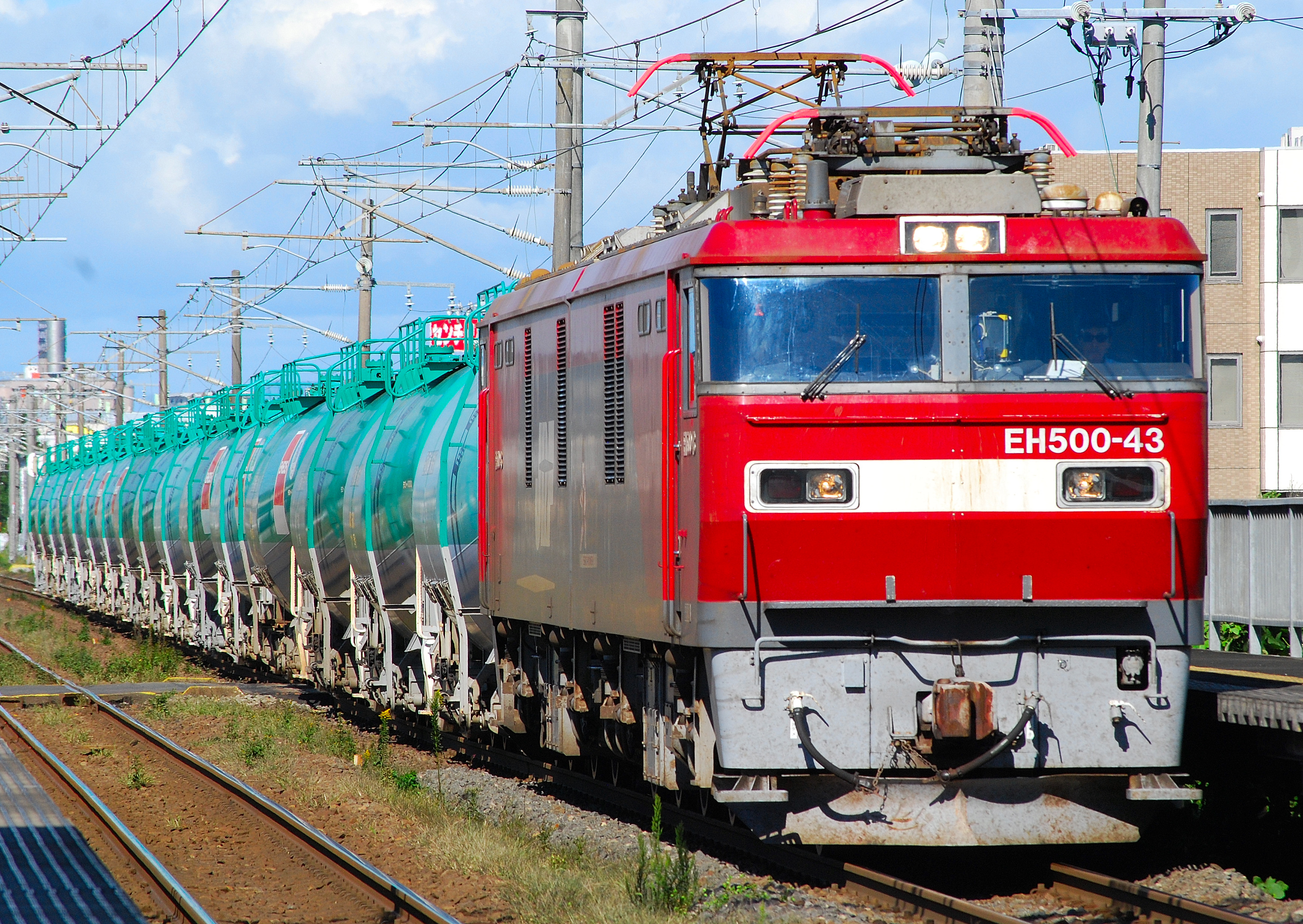
Baureihe EH500

Auf der Tōhoku-Hauptlinie werden Fahrzeuge verschiedener Baureihen eingesetzt (Stand: 2022).
Zwischen Tokio und Kuroiso:
- JR-Baureihe E231
- JR-Baureihe E233
- JR-Baureihe E131

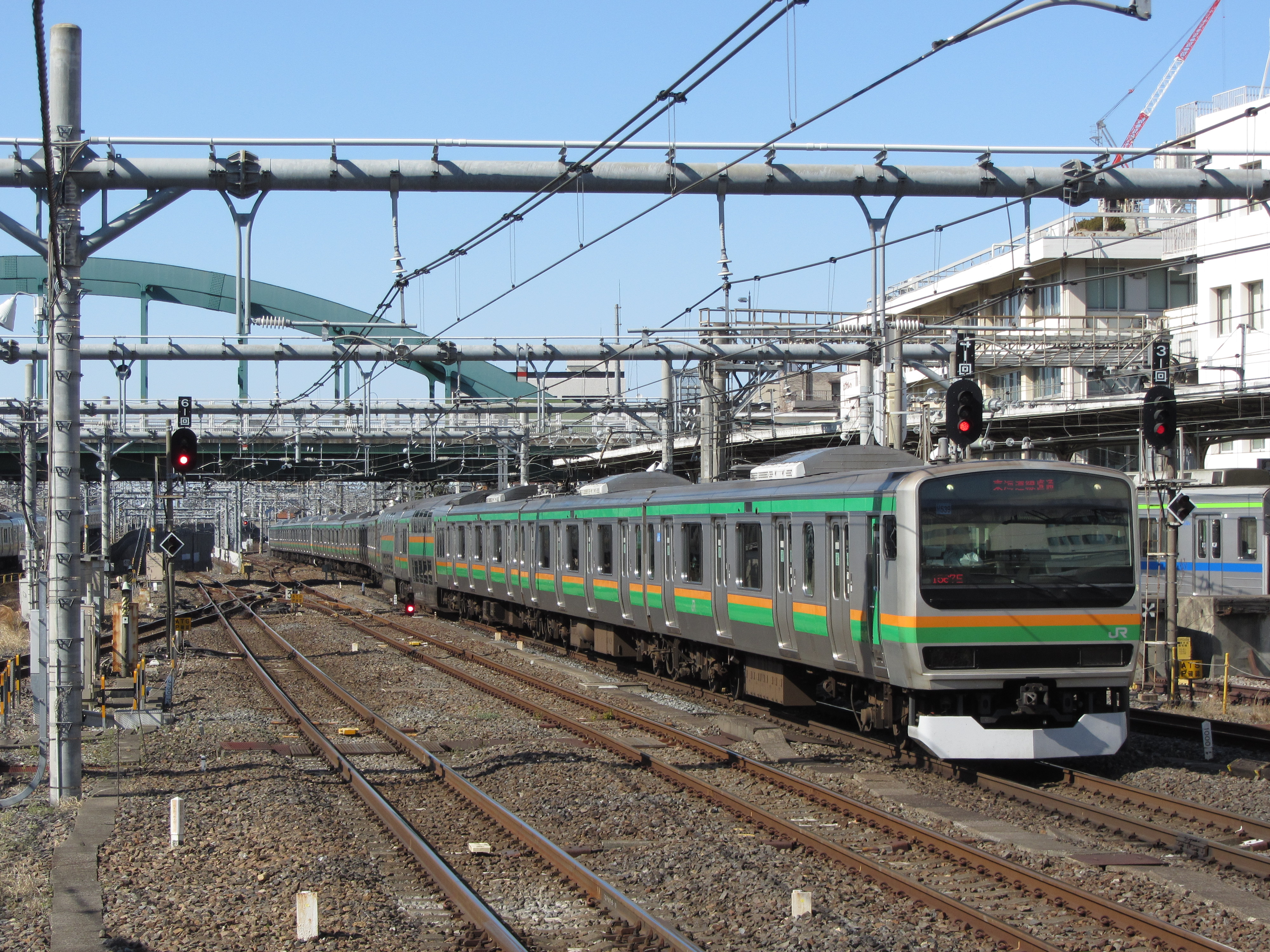
Baureihe E231
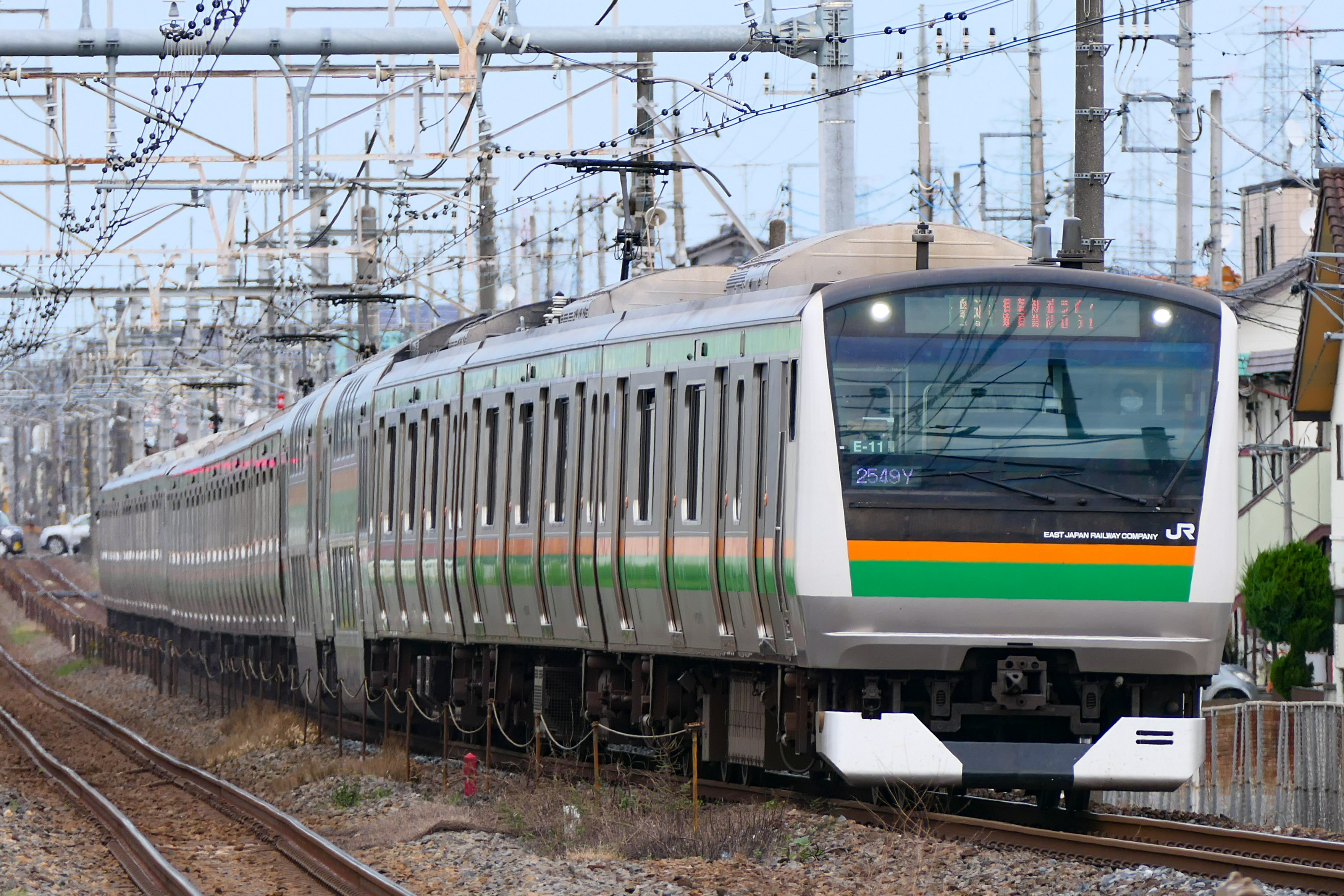
Baureihe E233
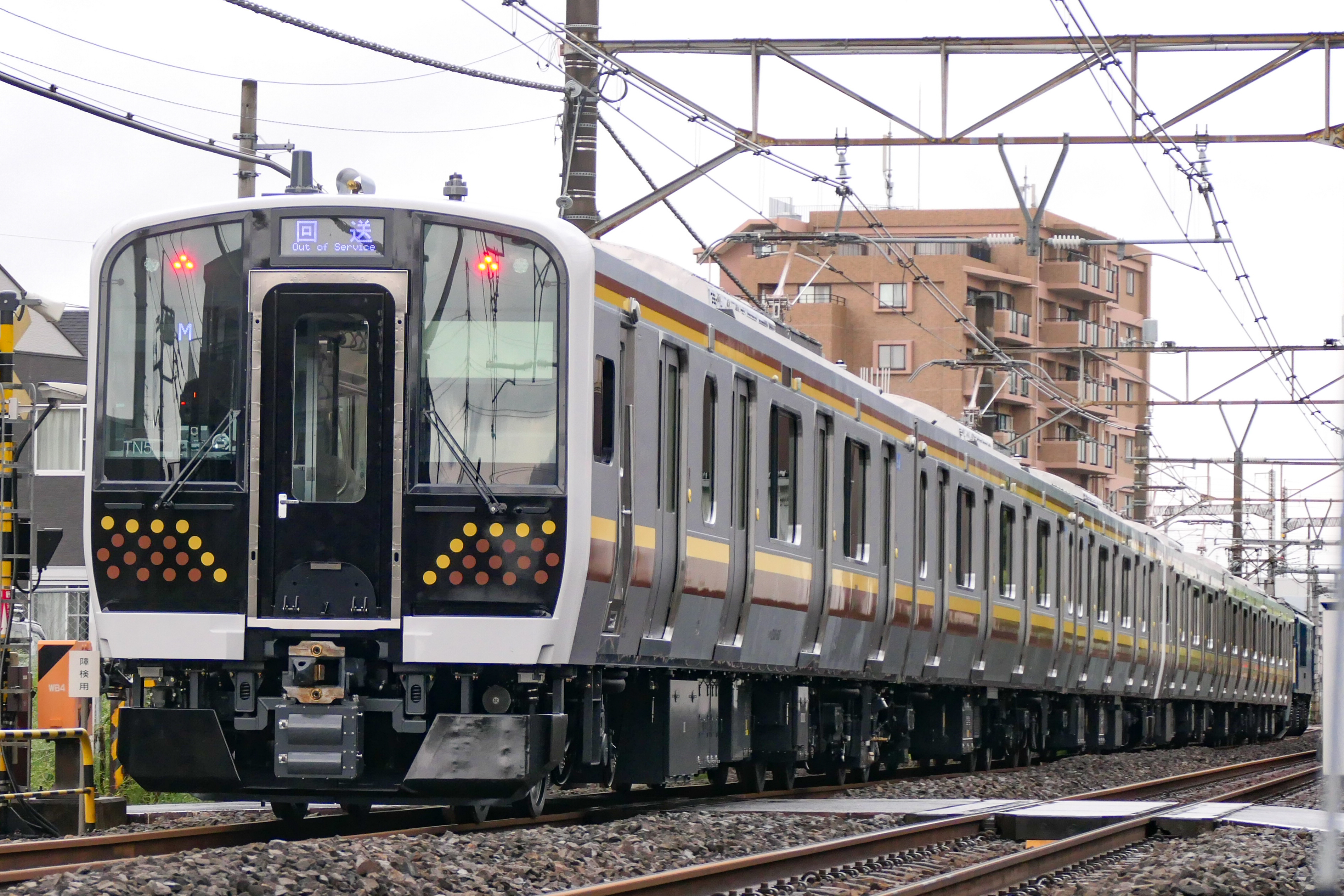
Baureihe E131

Zwischen Kuroiso und Morioka:
- JR-Baureihe E531
- JR-Baureihe 701
- JR-Baureihe E721
- JR-Baureihe HB-E210
- JR-Baureihe Kiha 100
- JR-Baureihe Kiha 110

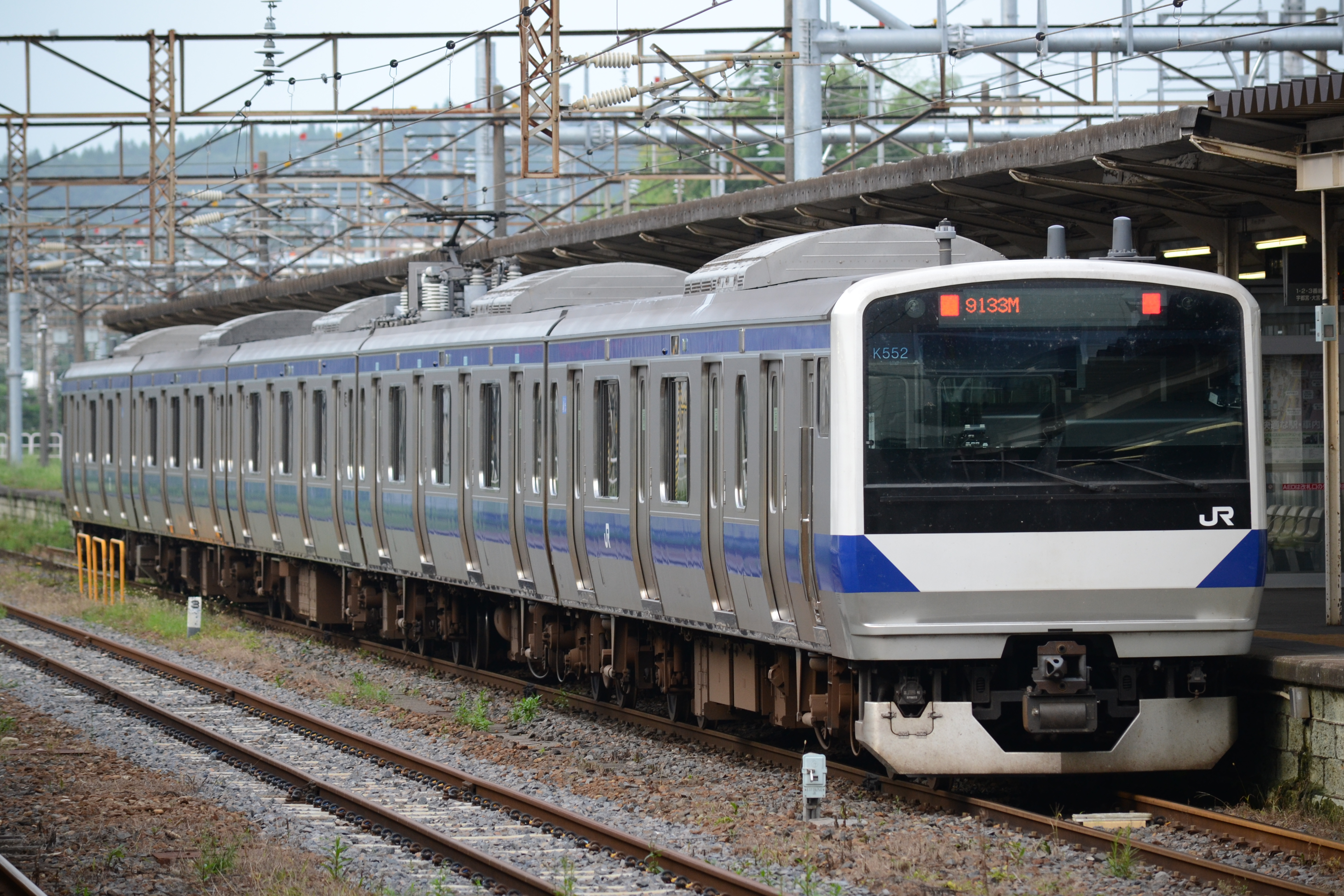
Baureihe E531
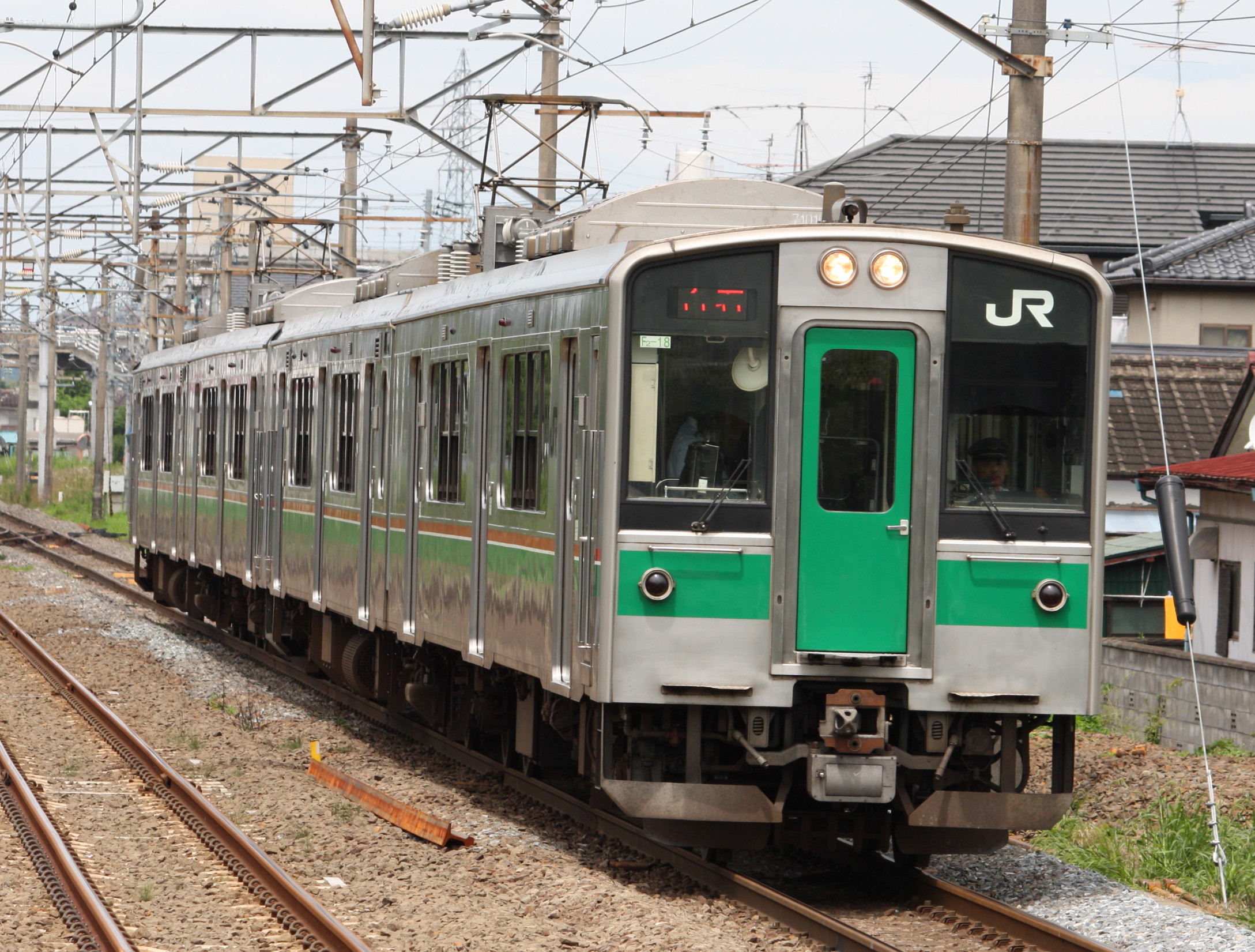
Baureihe 701
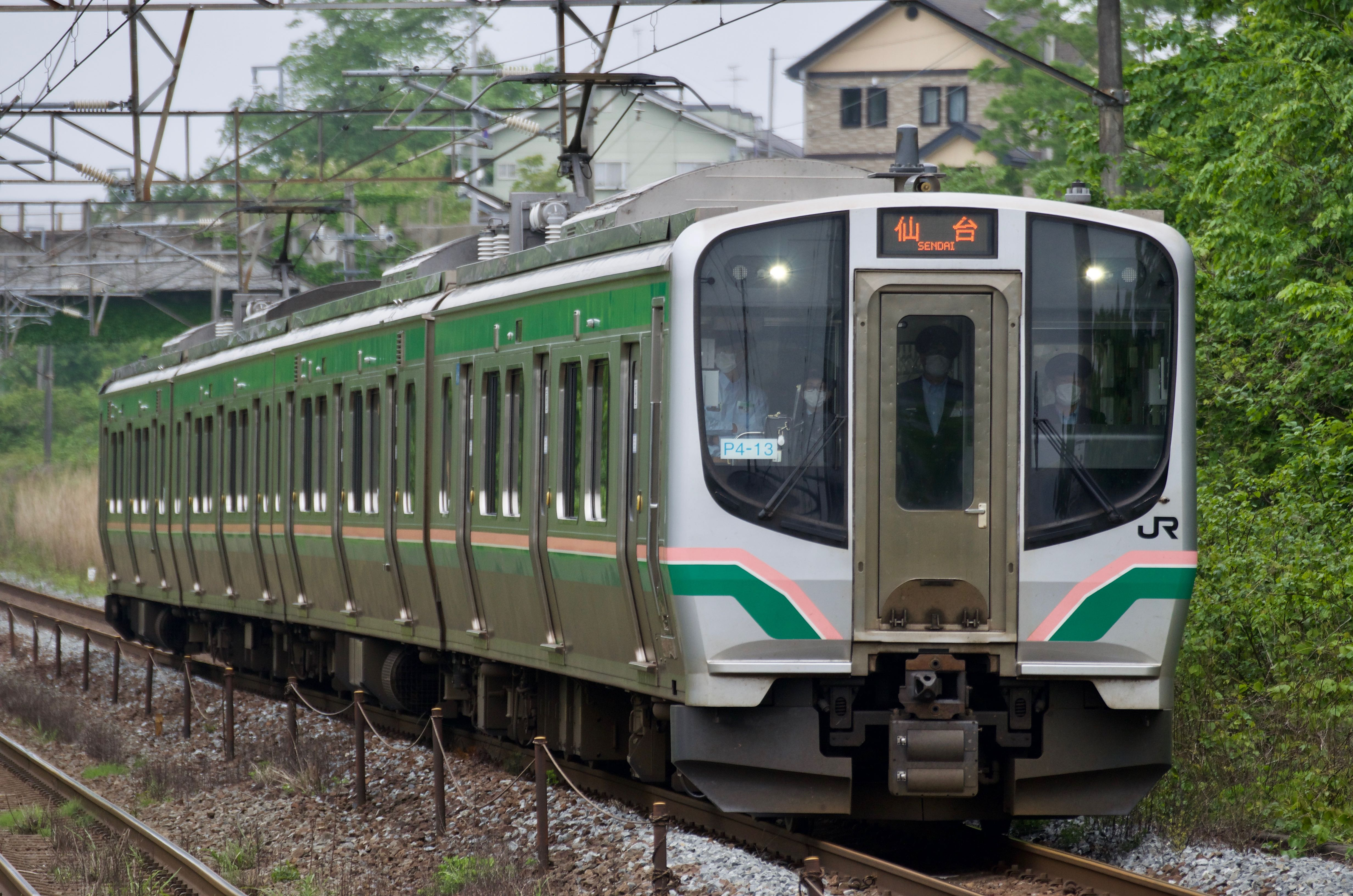
Baureihe 721
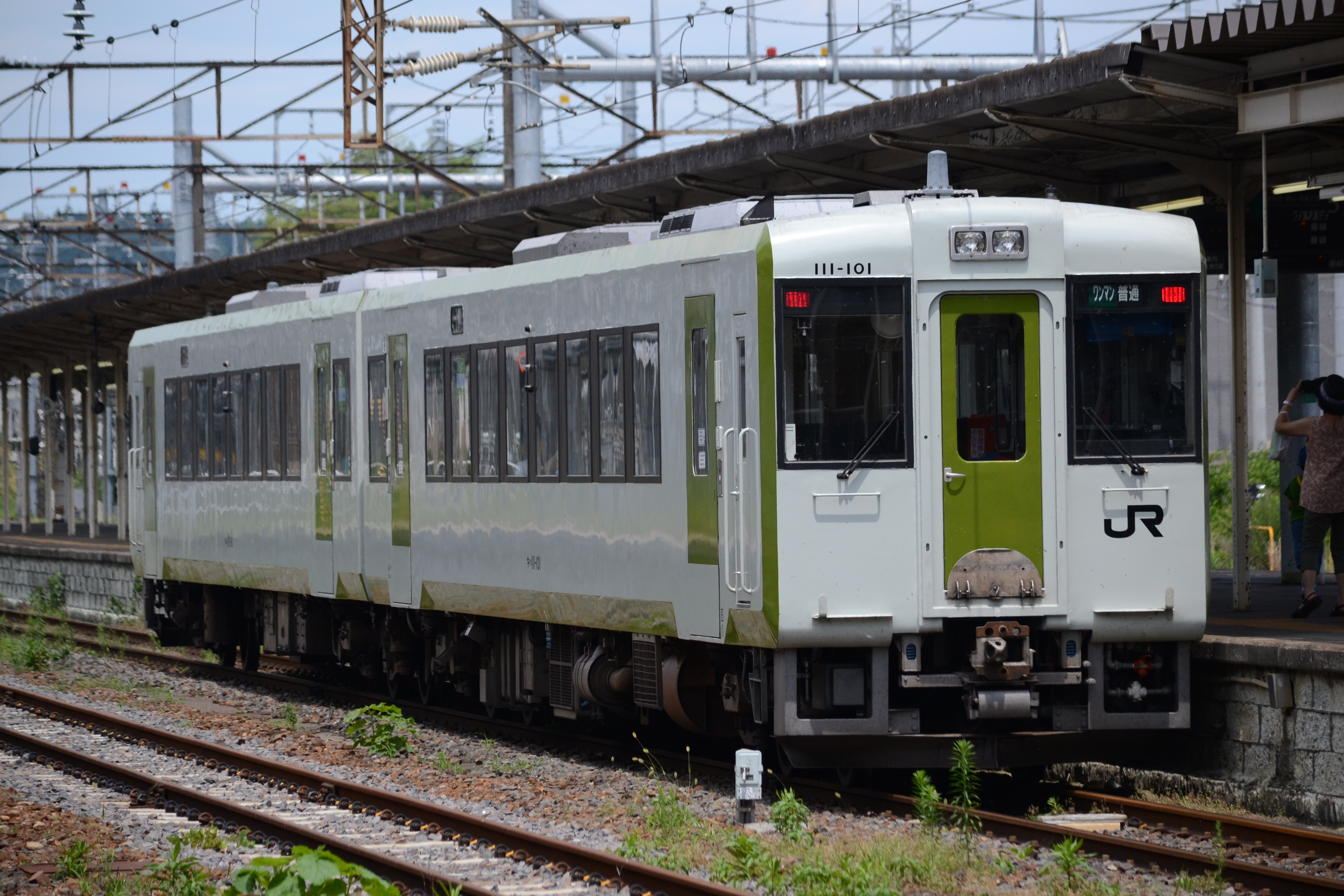
Baureihe Kiha 100

Güterverkehr:
- JR-Freight-Baureihe DD200
- JR-Freight-Baureihe EH500
- JR-Freight-Baureihe EF65
- JR-Freight-Baureihe EF66
- JR-Freight-Baureihe EF210
- JR-Freight-Baureihe EH200

- Baureihe DD200
- Baureihe EH500

## Liste der Bahnhöfe

Parallelführung von Tōhoku-Hauptlinie und Senseki-Linie bei Matsushima (nordöstlich von Sendai)

(Bahnhöfe zwischen Tokio und Kuroiso siehe Utsunomiya-Linie)

### Kuroiso – Ichinoseki
SF = Sendai-Flughafenlinie; ST = Senseki-Tōhoku-Linie 

● = alle Züge halten an diesem Bahnhof; ▲ = nur einige Züge halten 

↑FS = zum Flughafen Sendai; ↓SL = zur Senseki-Linie
| Name                       | km    | SF  | ST  | Anschlusslinien | Lage   | Ort          | Präfektur |
| -------------------------- | ----- | --- | --- | --- | ------ | ------------ | --------- |
| Kuroiso (黒磯)             | 163,3 |     |     | Utsunomiya-Linie | Koord. | Nasushiobara | Tochigi   |
| Takaku (高久)              | 167,3 |     |     | | Koord. | Nasu         | Tochigi   |
| Kurodahara (黒田原)        | 171,5 |     |     | | Koord. | Nasu         | Tochigi   |
| Toyohara (豊原)            | 176,7 |     |     | | Koord. | Nasu         | Tochigi   |
| Shirasaka (白坂)           | 182,0 |     |     | | Koord. | Shirakawa    | Fukushima |
| Shin-Shirakawa (新白河)    | 185,4 |     |     | Tōhoku-Shinkansen | Koord. | Nishigō      | Fukushima |
| Shirakawa (白河)           | 188,2 |     |     | | Koord. | Shirakawa    | Fukushima |
| Kutano (久田野)            | 192,9 |     |     | | Koord. | Shirakawa    | Fukushima |
| Izumizaki (泉崎)           | 197,4 |     |     | | Koord. | Izumizaki    | Fukushima |
| Yabuki (矢吹)              | 203,4 |     |     | | Koord. | Yabuki       | Fukushima |
| Kagamiishi (鏡石)          | 208,8 |     |     | | Koord. | Kagamiishi   | Fukushima |
| Sukagawa (須賀川)          | 215,1 |     |     | | Koord. | Sukagawa     | Fukushima |
| Asaka-Nagamori (安積永盛)  | 221,8 |     |     | Suigun-Linie | Koord. | Kōriyama     | Fukushima |
| Kōriyama (郡山)            | 226,7 |     |     | Tōhoku-Shinkansen Ban’etsu-Ostlinie Ban’etsu-Westlinie Suigun-Linie                                                      | Koord. | Kōriyama     | Fukushima |
| Hiwada (日和田)            | 232,4 |     |     | | Koord. | Kōriyama     | Fukushima |
| Gohyakugawa (五百川)       | 236,9 |     |     | | Koord. | Motomiya     | Fukushima |
| Motomiya (本宮)            | 240,7 |     |     | | Koord. | Motomiya     | Fukushima |
| Sugita (杉田)              | 246,6 |     |     | | Koord. | Nihonmatsu   | Fukushima |
| Nihonmatsu (二本松)        | 250,3 |     |     | | Koord. | Nihonmatsu   | Fukushima |
| Adachi (安達)              | 254,5 |     |     | | Koord. | Nihonmatsu   | Fukushima |
| Matsukawa (松川)           | 259,5 |     |     | | Koord. | Fukushima    | Fukushima |
| Kanayagawa (金谷川)        | 264,0 |     |     | | Koord. | Fukushima    | Fukushima |
| Minami-Fukushima (南福島)  | 269,4 |     |     | | Koord. | Fukushima    | Fukushima |
| Fukushima (福島)           | 272,8 |     |     | Tōhoku-Shinkansen Yamagata-Shinkansen Ōu-Hauptlinie Abukuma-Express-Linie Iizaka-Linie                                   | Koord. | Fukushima    | Fukushima |
| Higashi-Fukushima (東福島) | 278,8 |     |     | | Koord. | Fukushima    | Fukushima |
| Date (伊達)                | 281,9 |     |     | | Koord. | Date         | Fukushima |
| Koori (桑折)               | 285,9 |     |     | | Koord. | Koori        | Fukushima |
| Fujita (藤田)              | 289,3 |     |     | | Koord. | Kunimi       | Fukushima |
| Kaida (貝田)               | 294,9 |     |     | | Koord. | Kunimi       | Fukushima |
| Kosugō (越河)              | 298,6 |     |     | | Koord. | Shiroishi    | Miyagi    |
| Shiroishi (白石)           | 306,8 |     |     | | Koord. | Shiroishi    | Miyagi    |
| Higashi-Shiroishi (東白石) | 311,0 |     |     | | Koord. | Shiroishi    | Miyagi    |
| Kita-Shirakawa (北白川)    | 315,3 |     |     | | Koord. | Shiroishi    | Miyagi    |
| Ōgawara (大河原)           | 320,1 |     |     | | Koord. | Ōgawara      | Miyagi    |
| Funaoka (船岡)             | 323,1 |     |     | | Koord. | Shibata      | Miyagi    |
| Tsukinoki (槻木)           | 327,7 |     |     | Abukuma-Express-Linie | Koord. | Shibata      | Miyagi    |
| Iwanuma (岩沼)             | 334,2 |     |     | Jōban-Linie | Koord. | Iwanuma      | Miyagi    |
| Tatekoshi (館腰)           | 337,9 | ↑FS |     | | Koord. | Natori       | Miyagi    |
| Natori (名取)              | 341,4 | ●   |     | Sendai-Flughafenlinie | Koord. | Natori       | Miyagi    |
| Minami-Sendai (南仙台)     | 344,1 | ǀ   |     | | Koord. | Sendai       | Miyagi    |
| Taishidō (太子堂)          | 346,3 | ǀ   |     | | Koord. | Sendai       | Miyagi    |
| Nagamachi (長町)           | 347,3 | ǀ   |     | U-Bahn Sendai: Namboku-Linie                                                                                             | Koord. | Sendai       | Miyagi    |
| Sendai (仙台)              | 351,8 | ●   | ●   | Tōhoku-Shinkansen Jōban-Linie Sendai-Flughafenlinie Senseki-Linie Senzan-Linie U-Bahn Sendai: Namboku-Linie, Tōzai-Linie | Koord. | Sendai       | Miyagi    |
| Higashi-Sendai (東仙台)    | 355,8 |     | ▲   | | Koord. | Sendai       | Miyagi    |
| Iwakiri (岩切)             | 359,9 |     | ▲   | Rifu-Linie | Koord. | Sendai       | Miyagi    |
| Rikuzen-Sannō (陸前山王)   | 362,2 |     | ▲   | | Koord. | Tagajō       | Miyagi    |
| Kokufu-Tagajō (国府多賀城) | 363,5 |     | ▲   | | Koord. | Tagajō       | Miyagi    |
| Shiogama (塩釜)            | 365,2 |     | ●   | Senseki-Tōhoku-Linie | Koord. | Shiogama     | Miyagi    |
| Matsushima (松島)          | 375,2 |     | ↓SL | | Koord. | Matsushima   | Miyagi    |
| Atago (愛宕)               | 377,2 |     |     | | Koord. | Matsushima   | Miyagi    |
| Shinainuma (品井沼)        | 381,6 |     |     | | Koord. | Matsushima   | Miyagi    |
| Kashimadai (鹿島台)        | 386,6 |     |     | | Koord. | Ōsaki        | Miyagi    |
| Matsuyama-Machi (松山町)   | 391,5 |     |     | | Koord. | Ōsaki        | Miyagi    |
| Kogota (小牛田)            | 395,0 |     |     | Ishinomaki-Linie Rikuu-Ostlinie                                                                                          | Koord. | Misato       | Miyagi    |
| Tajiri (田尻)              | 401,1 |     |     | | Koord. | Ōsaki        | Miyagi    |
| Semine (瀬峰)              | 407,8 |     |     | | Koord. | Kurihara     | Miyagi    |
| Umegasawa (梅ケ沢)         | 411,5 |     |     | | Koord. | Tome         | Miyagi    |
| Nitta (新田)               | 416,2 |     |     | | Koord. | Tome         | Miyagi    |
| Ishikoshi (石越)           | 423,5 |     |     | | Koord. | Tome         | Miyagi    |
| Yushima (油島)             | 427,0 |     |     | | Koord. | Ichinoseki   | Iwate     |
| Hanaizumi (花泉)           | 431,2 |     |     | | Koord. | Ichinoseki   | Iwate     |
| Shimizuhara (清水原)       | 434,4 |     |     | | Koord. | Ichinoseki   | Iwate     |
| Arikabe (有壁)             | 437,8 |     |     | | Koord. | Kurihara     | Miyagi    |
| Ichinoseki (一ノ関)        | 445,1 |     |     | Tōhoku-Shinkansen Ōfunato-Linie                                                                                          | Koord. | Ichinoseki   | Iwate     |

### Ichinoseki – Morioka
KA = Kaisoku „Aterui“ (Rapid); Ha = Hamayuri 

● = alle Züge halten an diesem Bahnhof; ▲ = nur einige Züge halten
| Name                     | km    | KA | Ha | Anschlusslinien                                                                       | Lage   | Ort        | Präfektur |
| ------------------------ | ----- | -- | -- | ------------------------------------------------------------------------------------- | ------ | ---------- | --------- |
| Ichinoseki (一ノ関)      | 445,1 |    |    |                                                                                       |        | Ichinoseki | Iwate     |
| Yamanome (山ノ目)        | 448,0 |    |    |                                                                                       | Koord. |            | Iwate     |
| Hiraizumi (平泉)         | 452,3 |    |    |                                                                                       | Koord. | Hiraizumi  | Iwate     |
| Maesawa (前沢)           | 459,9 |    |    |                                                                                       | Koord. | Ōshū       | Iwate     |
| Rikuchū-Orii (陸中折居)  | 465,1 |    |    |                                                                                       | Koord. | Ōshū       | Iwate     |
| Mizusawa (水沢)          | 470,1 | ●  |    |                                                                                       | Koord. | Ōshū       | Iwate     |
| Kanegasaki (金ケ崎)      | 477,7 | ●  |    |                                                                                       | Koord. | Kanegasaki | Iwate     |
| Rokuhara (六原)          | 481,1 | ●  |    |                                                                                       | Koord. | Kanegasaki | Iwate     |
| Kitakami (北上)          | 487,5 | ●  |    | Tōhoku-Shinkansen Kitakami-Linie                                                      | Koord. | Kitakami   | Iwate     |
| Murasakino (村崎野)      | 492,2 | ●  |    |                                                                                       | Koord. | Kitakami   | Iwate     |
| Hanamaki (花巻)          | 500,0 | ●  | ●  | Kamaishi-Linie                                                                        | Koord. | Hanamaki   | Iwate     |
| Hanamaki-Kūkō (花巻空港) | 505,7 | ǀ  | ǀ  | Flughafen Hanamaki                                                                    | Koord. | Hanamaki   | Iwate     |
| Ishidoriya (石鳥谷)      | 511,4 | ǀ  | ǀ  |                                                                                       | Koord. | Hanamaki   | Iwate     |
| Hizume (日詰)            | 516,8 | ǀ  | ǀ  |                                                                                       | Koord. | Shiwa      | Iwate     |
| Shiwachūō (紫波中央)     | 518,6 | ǀ  | ǀ  |                                                                                       | Koord. | Shiwa      | Iwate     |
| Furudate (古館)          | 521,5 | ǀ  | ǀ  |                                                                                       | Koord. | Shiwa      | Iwate     |
| Yahaba (矢幅)            | 525,1 | ●  | ●  |                                                                                       | Koord. | Yahaba     | Iwate     |
| Iwate-Iioka (岩手飯岡)   | 529,6 | ǀ  | ǀ  |                                                                                       | Koord. | Morioka    | Iwate     |
| Senbokuchō (仙北町)      | 533,5 | ●  | ǀ  |                                                                                       | Koord. | Morioka    | Iwate     |
| Morioka (盛岡)           | 535,3 | ●  | ●  | Tōhoku-Shinkansen Akita-Shinkansen Iwate-Galaxy-Bahnlinie Tazawako-Linie Yamada-Linie | Koord. | Morioka    | Iwate     |

### Iwakiri – Rifu
(siehe Rifu-Linie)